# علاءالدین محمد خوارزمشاه

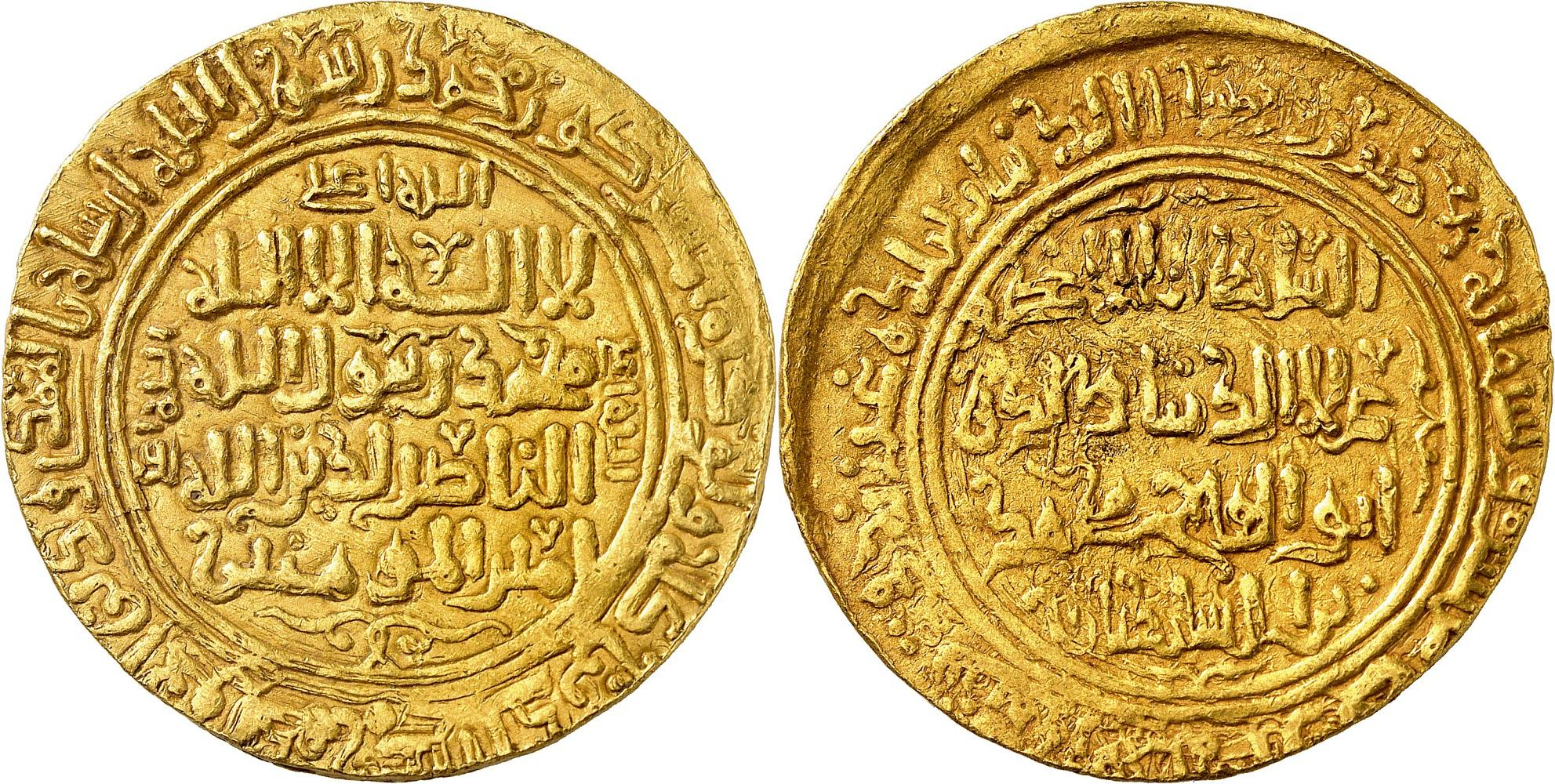
سکه ده مثقالی سلطان محمد خوارزمشاه؛ ضرب غزنی ۶۱۴ هجری. در یک طرف سکه نام الناصر لدین الله (خلیفه عباسی) و در طرف دیگر علاالدنیا و الدین ابوالفاتح محمد بن السلطان.

علاءالدین و الدنیا ابوالفتح محمد سنجر بن تكش، مشهور به سلطان محمد خوارزمشاه، نامدارترین پادشاه امپراتوری خوارزمشاهی بود. او فرزند علاءالدین تکش خوارزمشاه و ترکان خاتون بود. او ابتدا قطب‌الدین لقب داشت اما پس از به سلطنت رسیدن لقب پدر را برای خود برگزید. وی در ربیع الآخر سال ۵۹۳ هجری / ۱۱۹۷ میلادی پس از مرگ برادرش ناصرالدین ملکشاه به ولیعهدی پدرش رسید. در سال ۵۹۵ قمری/ ۱۱۹۸ میلادی، خلیفهٔ عباسی، الناصر لدین الله، به همراه خلعت تکش، برای قطب‌الدین محمد نیز خلعت فرستاد. محمد خوارزمشاه در ۲۰ شعبان ۵۹۶ قمری/ ۱۱۹۹ میلادی، بر تخت سلطنت نشست. پس از مرگ تکش، قلمرو خوارزمشاهیان دچار آشفتگی‌هایی شد؛ در خراسان بزرگ، هندو خان، فرزند ملکشاه، ادعای جانشینی کرد، ضد عموی خود شورید، به دربار غوریان پناه برد و این سرآغازی برای جنگ‌های بین غوریان و خوارزمشاهیان بود، که سرانجام در سال ۵۹۹ قمری / ۱۲۰۲ میلادی، شهاب‌الدین غوری با سلطان صلح کرد و در نتیجه، شمال خراسان و شهر مروالرود به قلمرو خوارزمشاه اضافه شد؛ با مرگ شهاب‌الدین غوری در سال ۶۰۲ قمری / ۱۲۰۷ میلادی و جانشینی غیاث الدین محمود غوری و اختلافات داخلی غوریان، سلطان هرات و بلخ را نیز به قلمرو خود افزود. در همین زمان سیستان و مازندران نیز مطیع سلطان گشتند؛ در آغاز سال ۶۰۳ هجری / ۱۲۰۸ میلادی، سلطان محمد بزرگترین پادشاه مسلمان عصر خود بود.
در سال ۶۰۴ هجری/ ۱۲۰۸ میلادی، تقابل بین خوارزمشاهیان و قراختاییان آغاز شد. در سال ۶۰۹ قمری/ ۱۲۱۲میلادی، با همکاری کوچلک خان، حکومت قراختاییان منقرض شد و ماوراءالنهر میان کوچلک خان و سلطان محمد تقسیم شد. به همین منظور علاءالدین محمد، سمرقند را به پایتختی برگزید و همان‌جا ماند. در سال ۶۱۱ قمری / ۱۲۱۴ میلادی با تلاش‌های ابوبکر زوزنی، کرمان و نواحی شمالی دریای عمان به اطاعت خوارزمشاه درآمدند. اولین برخورد خوارزمشاه و مغولان در سال ۶۱۲ قمری / ۱۲۱۴ میلادی در دشت قبچاق اتفاق افتاد، که با ایستادگی جلال الدین منکبرنی، نتیجهٔ جنگ به نفع خوارزمشاهیان رقم خورد؛ پس از برملا شدن کارشکنی‌های ناصر لدین الله که موجب خشم خوارزمشاه شد، او از خلیفه خواست که مانند سلاطین سلجوقی به نام او هم خطبه خوانده شود؛ اما خلیفه قبول نکرد. پس، سلطان نیز با سید علاءالملک ترمذی بیعت کرد و از علما خواست که با استناد به بی کفایتی عباسیان، خلافت را از آن‌ها سلب کرده و به علویان سپارند؛ او در سال ۶۱۴ قمری / ۱۲۱۶ میلادی به سمت بغداد لشکر کشید، که در گردنهٔ اسدآباد به علت باران و برف شدید، بخش عظیمی از سپاهش را از دست داد و ناچار به بازگشت شد؛ در همین زمان، واقعهٔ اُترار پیش‌ آمد. در سال ۶۱۶ قمری / ۱۲۱۸ میلادی، چنگیز خان مغول به ایران حمله کرد. خوارزمشاه از آغاز سال ۶۱۷ قمری / ۱۲۱۹ میلادی، شهر به شهر در مقابل مغولان عقب نشست، اما در دولت‌آباد فراهان با سپاه مغول روبرو شد و سپاهیان خود را از دست داد و به جزیرهٔ آبسکون واقع در دریای خزر پناه برد و جانشینی خود را از پسرش، اوزلاغ شاه، گرفت و به جلال الدین منکبرنی داد. وی چند ماه بعد در سال ۶۱۷ قمری / ۱۲۲۰ میلادی، درگذشت.
بسیاری او را از نوابغ نظامی عصر خود می‌دانند. به گفته ابن اثیر سلطان در فقه و اصول مهارت داشت و علاوه بر آن که خود به فارسی شعر می‌سرود، دربار او نیز از شاعران و نویسندگان حمایت می‌کرد. منابع تاریخی او را مردی با اراده و جاه‌طلب می‌دانند، که علی‌رغم شوکت ظاهری از لحاظ روانی ضعیف بود. درست است که در زمان سلطان محمد خوارزمشاه از آبادانی، رونق کشاورزی و رونق تجاری سخن گفته‌اند، اما ماهیت نظامی حکمرانی او و دخالت ایلات قبچاق و ترکان خاتون که قدرت سلطان را تحت‌الشعاع قرار می‌دادند؛ در کنار ناتوانی شدید دستگاه اداری، به نارضایتی عمومی منجر شد، که در حملهٔ مغولان به ایران اثرات آن دیده شد.

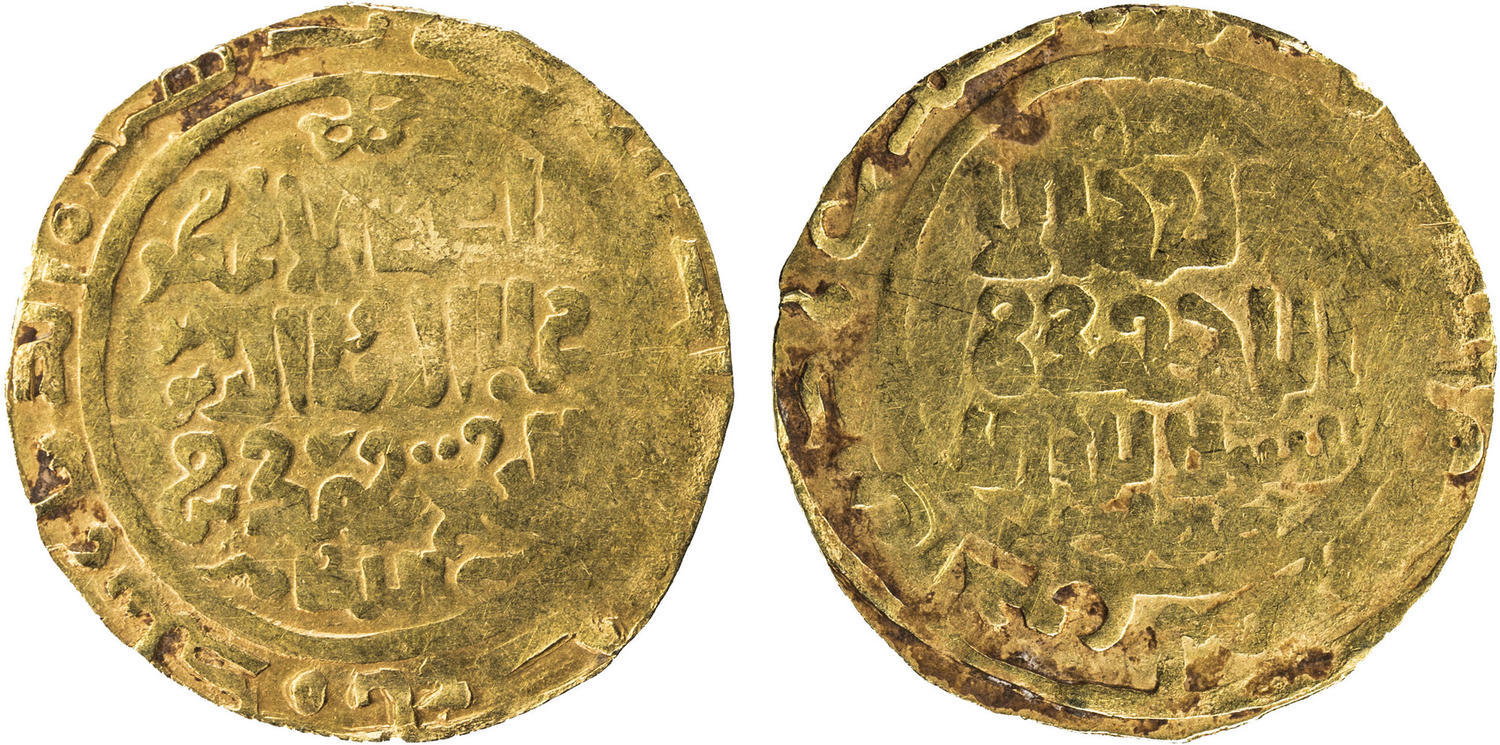
سکه سلطان محمد خوارزمشاه

## پیشینه خوارزمشاهیان

### خوارزم از آغاز تا سلجوقیان
اولین سلسله که به عنوان خوارزمشاه در این منطقه قدرت یافت؛ آل آفریغ بود که حکومت آنان از ۳۰۵ قمری / ۹۱۷ میلادی تا ۳۸۵ قمری / ۹۹۳ میلادی ادامه داشت. در سال ۳۸۵ قمری / ۹۹۳ میلادی امیر ابوالعباس مأمون بن محمد با کشتن ابوعبدالله بن احمد حکومت آنان را منقرض کرد و حکومت مامونیان بر سر کار آمد. مأمون لقب خوارزمشاه را برای خود انتخاب کرد و بدین گونه دومین سلسله خوارزمشاهی  تأسیس شدند. در سال ۴۰۸ قمری / ۱۰۱۷ میلادی سلطان محمود غزنوی سپاهی به خوارزم روانه کرد؛ پس از تصرف آن همراه غلامان بسیاری که به اسارت گرفته‌بود به غزنین بازگشت؛ سلطان اداره خوارزمشاه را به یکی از سپهسالاران خود، به نام ابوسعید آلتونتاش سپرد و وی لقب خوارزمشاه یافت. در زمان ملکشاه سلجوقی سرزمین خوارزم به جد خاندان خوارزمشاهی انوشتکین غرچه رسید و قدرت یابی این خاندان آغاز شد.

### حکومت خوارزمشاهیان قبل از سلطان محمد
دربارهٔ نام قبیلهٔ انوشتکین اگر چه اختلاف نظراتی وجود دارد، برخی او را از قبایل ترک قبچاق، اویغور و قانقلی‌ می‌دانند و برخی دیگر او را از قبایل بیگدلی یا چگل می‌دانند. خوارزمشاهیان از اعقاب انوشتکین غرچه، غلام بلکاتکین، امیر سلجوقی بودند. او به دربار ملکشاه راه یافت و به مقام طشت‌داری رسید. مدت زمان حکومت او در خوارزم مشخص نیست اما می‌توان حدس زد که زمان ملکشاه اتفاق افتاده‌باشد. آنچه مسلم است ظاهراً امیرداد بیگ حبشی حکومت خوارزم را در سال ۴۹۱ قمری / ۱۰۹۷ میلادی به قطب‌الدین محمد، فرزند انوشتکین، داد. سلطان سنجر نیز بعد از رسیدن به مقام پادشاهی او را در منصبش ابقا کرد. منابع نگرش مثبتی به قطب‌الدین محمد دارند و او را مردی اهل علم و عدالت دانسته‌اند.
قطب‌الدین محمد در سال ۵۲۱ قمری / ۱۱۲۷ میلادی درگذشت و فرزندش علاءالدین آتسز جانشین او شد.

#### حکومت آتسز خوارزمشاه
دورهٔ حکومت آتسز را بایستی به دو قسمت تقسیم نمود:
- قسمت اول که از ۵۲۲ تا ۵۳۰ قمری / ۱۰۹۸ تا ۱۱۳۵ میلادی، ادامه داشت؛ دوره‌ای بود که مانند پدرش مطیع و فرمانبردار سلطان سنجر بود و مورد لطف و کمال سلطان واقع شد؛ به حدی که مورد حسادت سایر امراء واقع گردید.[۲۳][۲۴][۲۵]
- دورهٔ دوم سلطنت او با خروج از دربار ملکشاه در سال ۵۳۰ قمری / ۱۱۳۵ میلادی، آغاز شد و در این دوره، آتسز به نافرمانی روی آورد.

1. سلطان سنجر در سال ۵۳۳ قمری / ۱۱۳۸ میلادی، به قصد برخورد با آتسز به خوارزم رفت. خوارزمیان نیز از خود مقاومت بسیاری نشان دادند، اما مقاومت سپاه خوارزمشاه چندان طولی نکشید و به سرعت شکست خوردند.[۲۶] سنجر پس از تصرف خوارزم، حکومت آنجا را به برادرزادهٔ خود ملک غیاث الدین سلیمانشاه سپرد و خود به مرو بازگشت. اما سلیمانشاه از آتسز شکست خورد و به خراسان گریخت و خوارزم مجدداً به تصرف آتسز درآمد.[۲۷][۲۸]
2. آتسز تا سال ۵۳۶ قمری / ۱۱۴۱ میلادی، که سلطان سنجر در سمرقند از قراختاییان شکست خورد، مطیع او بود، اما در همان سال از ضعف سلطان استفاده کرد و به سرخس، مرو و شاهجان حمله کرد، سپس به نیشابور حرکت کرد و دستور ضبط اموال سلطان سنجر را صادر نمود.[۲۹][۳۰] سلطان سنجر برای سرکوبی آتسز عازم خوارزم شد و آتسز که تاب مقاومت در مقابل سپاهیان سلطان را نداشت از سلطان عذرخواهی کرد و با ارسال هدایا درخواست عفو نمود. سلطان نیز او را بخشید و حکومت خوارزم را به او واگذار کرد.[۳۱][۳۲][۳۳][۳۴][۳۵]
3. سومین جنگ سنجر با خوارزمشاه در شوال ۵۴۲ قمری / ۱۱۴۷ میلادی، بود که به طرف شمال حرکت کرد و قلعهٔ هزار اسپ را تصرف نمود و آتسز یک بار دیگر مجبور به اطاعت از سلطان سنجر شد.[۳۶] او تا پایان عمرش در سال ۵۵۱ قمری / ۱۱۵۶ میلادی، مطیع سلطان سنجر ماند و در ۵۹ سالگی بر اثر بیماری فلج درگذشت و فرزند ارشدش ایل ارسلان جانشین وی شد.[۳۱][۳۷][۳۸][۳۹][۴۰]

##### حکومت ایل ارسلان خوارزمشاه
پس از مرگ آتسز حکومت او دچار بحران جانشینی شد. ایل ارسلان به هنگام لشکرکشی آتسز علیه غزها همراه او بود و با پخش شدن خبر مرگ آتسز و قبل از رسیدن ایل ارسلان به گرگانج عمو ی وی و برادرش ادعا سلطنت کردند اما ایل ارسلان پس از به قدرت رسیدن، مدعیان سلطنت را سرکوب کرد. ایل ارسلان پس از فوت آتسز ارادت خود را نسبت به سلطان سنجر اعلام کرد و تبدیل به سومین خوارزمشاه شد. در بهار سال ۵۵۲ قمری / ۱۱۵۷ میلادی، سلطان سنجر درگذشت و محمود بن محمد ارسلان خان به سلطنت رسید.

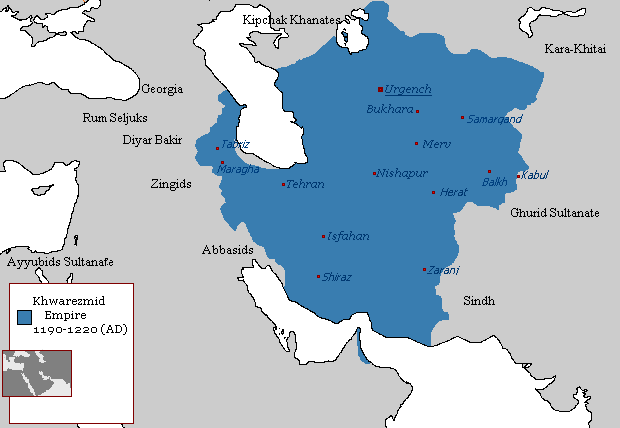
قلمرو خواررزمشاهیان در زمان سلطان محمد

 ایل ارسلان جلوس محمود خان را به او تبریک گفت و خود را مطیع او خواند، اما مدتی بعد، با فرستادن نامه‌ای مودبانه، برتری سیاست و تجربه حکومت‌داری خود را به رخ او کشید. ایل ارسلان بعد از مدتی از پرداخت خراجی به قراختاییان که پدرش آتسز آن را معین کرده بود، دست کشید و بدین ترتیب روابط بین خوارزمشاهیان و قراختاییان به هم خورد و در نهایت سپاه ایل ارسلان در کنار رود جیحون شکست خورد. او سرانجام در نوزدهم رجب سال ۵۶۷ قمری / مارس ۱۱۷۲ میلادی، بر اثر بیماری درگذشت.

##### حکومت تکش خوارزمشاه
پس از مرگ ایل ارسلان، پسرانش سلطانشاه محمود و علاءالدین تکش، جهت جانشینی پدر به منازعه پرداختند. سرانجام در سال ۵۶۸ قمری / ۱۱۷۲ میلادی، با استمداد تکش از قراختاییان در مقابل پرداخت خراج سالیانه‌ای، این منازعه به نفع تکش خاتمه یافت. اما اختلاف بعد از آن هم ادامه داشت و هر دو برادر در خراسان به تاخت و تاز پرداختند. تکش برای رفع این اختلاف خانگی که این بار بر سر خراسان بین آن‌ها پیش آمد، ناچار شد که میراث سلطان سنجر را به سلطانشاه برادرش واگذار کند. سرانجام سلطانشاه در سال ۵۸۹ قمری / ۱۱۹۳ میلادی، درگذشت. تکش پس از مرگ برادر، خراسان را نیز به خوارزم ملحق کرد و سپس به ری لشکر کشید و به جنگ با طغرل سوم پرداخت و با قتل او در سال ۵۹۰ قمری / ۱۱۹۴ میلادی، قلمرو سلجوقیان را هم تصرف کرد. تکش در رمضان سال ۵۹۶ قمری / ۱۱۹۹ میلادی، هنگام محاصرهٔ قلعه ترشیز، از قلاع اسماعیلیان، بر اثر بیماری درگذشت و حکومت به فرزندش، علاءالدین محمد خوارزمشاه رسید.

## دورانِ شاهزادگی
سلطان محمد خوارزمشاه فرزند سلطان تکش خوارزمشاه و ترکان خاتون، دختر رئیس ایل قنقلی، در دشت قبچاق بود. دربارهٔ تاریخ تولد او منابع با هم موافق نیستند. برخی مانند محمد بن علی محمد شبانکاره تاریخ تولد او را سال ۵۵۰ قمری/ ۱۱۵۵ میلادی می‌دانند، اما از آنجایی که تاریخ ازدواج سلطان تکش و ترکان خاتون سال ۵۶۸ قمری / ۱۱۷۲ میلادی ذکر شده‌است، این امر غیرممکن است. در سال ۵۸۹ قمری / ۱۱۹۳ میلادی پس از مرگ سلطانشاه، تکش حکومت خراسان را به محمد واگذار کرد و ملک شرف‌الدین مسعود حسن را به اتابکی او گمارد. در سال ۵۹۰ قمری / ۱۱۹۴ میلادی سلطان تکش به علت بیماری که ناصر الدین ملکشاه به آن مبتلا شده بود؛ حکومت نیشابور را به در عوض حکومت مرو که هوای آن باعث بیماری شده بود به او داد و سلطان محمد را با خود به خوارزم برد و سپهسالاری لشکر خوارزم را به او سپرد. در سال ۵۹۳ قمری /۱۱۹۸ میلادی ملکشاه بر اثر همان بیماری ذکر شده، درمی‌گذرد و سلطان تکش پسر دوم خود یعنی قطب‌الدین محمد را به جانشینی برمی‌گزیند. این انتصاب موجب اعتراضاتی از سوی فرزندان ملکشاه به خصوص هندو خان شد که تکش وزیرش، نظام الدین صدرالدین هروی را مأمور سرکوب آن‌ها کرد. پس از خاموشی این شورش، قطب‌الدین دوباره به سمت قبلی خود یعنی حکمرانی خراسان منصوب شد. چند ماه بعد بر اثر اختلافاتی که قادر بوقو خان (بزرگ ایل قبچاق) با برادر زاده‌اش ایل درک پیدا کرد. ایل درک به خوارزم پناهنده شد و سلطان تکش، قطب‌الدین محمد را با وی به منظور جنگ با قادر بوقو خان فرستاد؛ محمد در این جنگ به پیروزی رسید و قادر بوقو خان را اسیر کرد و به خوارزم آورد. قطب‌الدین محمد در هنگام مرگ سلطان تکش به تعقیب اسماعیلیه در قلعه ترشیز مشغول بود اما به محض شنیدن مرگ پدرش با دربندان اسماعیلی قلعه با دریافت یکصد هزار دینار صلح کرد و به گرگانج بازگشت. علاءالدین محمد پس از مرگ پدرش، سلطان سلسله خوارزمشاهیان شد.

### ترکان خاتون

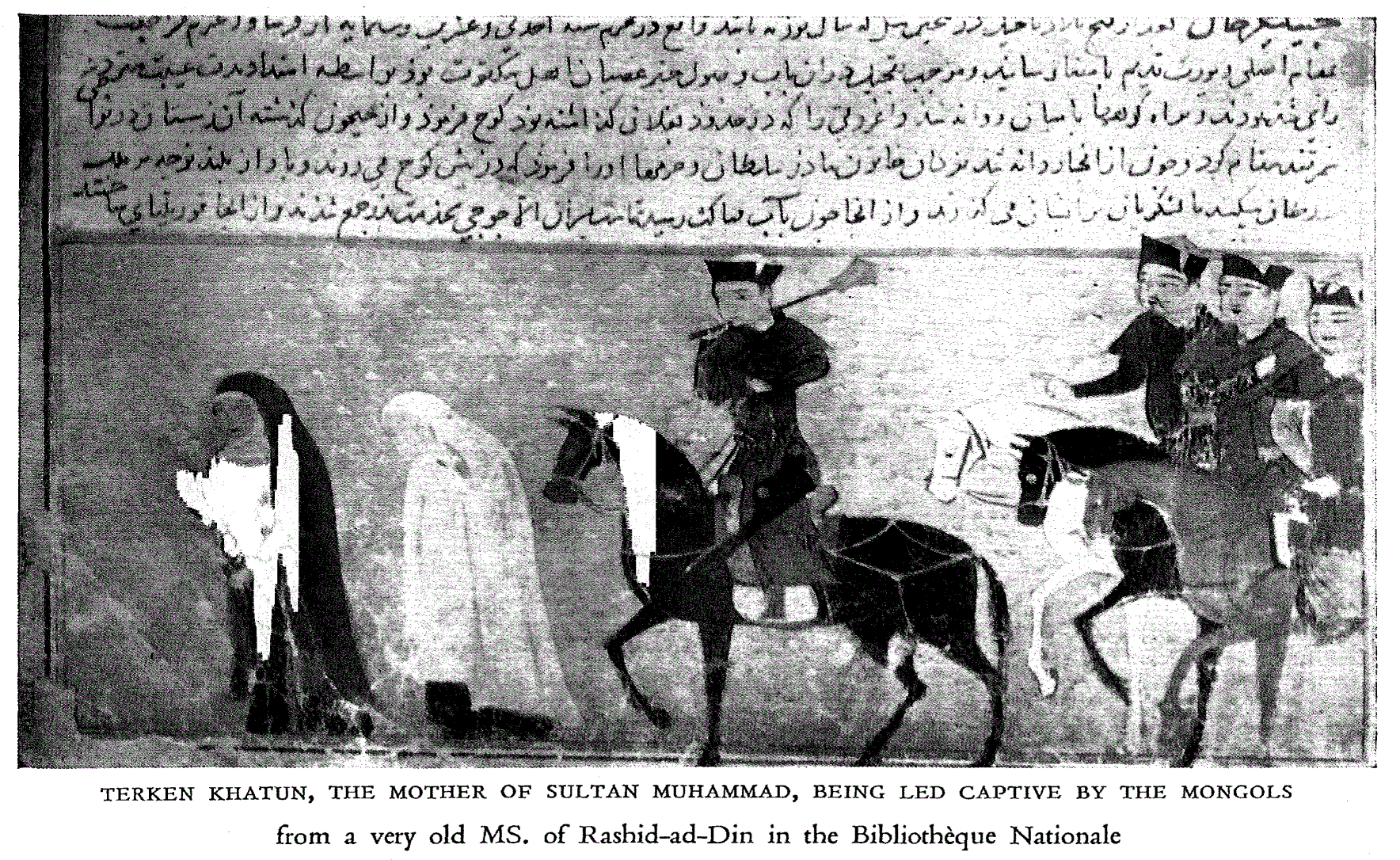
ترکان خاتون در اسارت مغول

ترکان خاتون (مادر محمد خوارزمشاه) ، دختر خان قبچاق از قبایل قدرتمند ترک بود . که به سبب همین قدرت با تکش خوارزمشاه ازدواج کرد. پس از این ازدواج نفوذ ترکان در دربار خوارزمشاهیان بیش از پیش شد. چرا که به رغم اختلافاتی که تکش با خلیفه عباسی پیدا کرد فاصله ای میان او و بزرگان اهل سنت پیش آمد که همین سبب تکیه بیشتر او و  پسرش سلطان محمد به ترکان قبچاق بود. او در خوارزم دیوان و اقطاعات جداگانه خود را داشت. او در دوره سلطنت شوهر و پسرش خویشاوندان ترک خود را بر سر کارها می‌گماشت از این رو فرمان ترکان خاتون در بعضی مواقع از فرمان سلطان معتبر تر بود. اقتدار ترکان خاتون در زمان پسرش بسیار بیشتر بود و سبب اطاعت بیش از نیمی از لشکریان سلطان محمد که همه از ترکان قبچاق بودند حضور و فرمان مستقیم ترکان خاتون بود، علاوه بر آن رأی و نظر ترکان خاتون در رابطه با صاحب منسبان لشکر و دیوان تعیین‌کننده بوده و او همچنین طغرا و نشانی ویژه داشت، طغرای او بر فرمان‌ها «عصمه الدنیا و الدین اُلُغ ترکان خاتون ملکه نساء‌العالمین» و نشان‌اش «اعتصمت بالله وحده». او بیش‌تر امیران سپاه و دیوان‌سالاران دولت را برمی‌گزید. او نقشی چشم‌گیر در تعیین جانشین سلطان محمد خوارزم‌شاه داشت به قدری که در رابطه با انتخاب جانشین فرزندش به سبب اختلافاتی که با عروس بزرگ تر خود مادر سلطان جلال الدین، آی چیچاک، داشت سلطان را وادار به انتخاب پسر دیگرش اوزلاغ شاه می‌کند که مادرش از خویشاوندان ترکان خاتون است. وزیر سلطان نیز با نظر ترکان خاتون به کار گمارده می‌شد. سلطان، یکی از بندگانش به نام نظام‌الملک محمد بن صالح را که در دستگاه ترکان خاتون پرورش یافته بود، به وزارت برگزید؛ فردی که به روایت همگان بی‌صلاحیت و رشوه‌گیر بود و سرانجام بر اثر همین ویژگی‌ها وزارت را از دست داد. ترکان خاتون اما از پای ننشست؛ نظام‌الملک را نزد خود به خوارزم فراخواند و دستگاهی پرتجمل به وی واگذاشت و وزارت اوزلاغ، پسر و ولیعهد سلطان را که در خوارزم بود، به وی بخشید، طبق گفته منابع چنگیز خان که از نفوذ ترکان خاتون مطلع بوده‌است قبل حمله به ایران برای ترکان خاتون نامه ای می‌نویسد و او را وعده حکومت خوارزم و خراسان را می‌دهد و اعلام می‌دارد که به او و قلمرواش کاری ندارد.

## مدعیان سلطنت
حدود یک ماه پس از مرگ تکش، پسر دوم او، قطب‌الدین محمد در بیستم شوال ۵۹۶ قمری / ۱۱۹۹ میلادی با نام علاءالدین محمد به تخت سلطنت نشست. تکش که خود هجده سال با برادرش بر سر مسئله جانشینی درگیری داشت، نظام جانشینی کارآمدی برای فرزندانش ایجاد کرد. او ابتدا پسر بزرگترش ملکشاه را ولیعهد کرد و حکومت مرو و نیشابور را به او سپرد و پس از مرگ او پسر دیگر قطب‌الدین محمد را جانشین کرد. شاهزاده محمد از همان ابتدا نسبت به برادر خود برتری داشت و قدرت جنگی و مدیریتی بالاتری داشت؛ او از سرداران نظامی پدر بود که به هنگام مرگ تکش، مشغول محاصره قلعه ترشیز بوده‌است. او در هنگام حکومتش بر شهر جند آنجا را تبدیل به مهم‌ترین کانون نظامی علیه ترکان بیابانگرد کرد. سال‌های اولیه سلطنت او صرف مبارزه با اعضای خاندان خود، خاصه هندو خان که در زمان تکش درگذشت و مقابله با استیلای غوریان شد. هنگامی که سلطان محمد به حکومت رسید دست کم سه گروه مدعی حکومت بودند.
1. قطب‌الدین محمد و یارانش بودند که اکثریت را داشتند.[۸۴][۸۵][۸۶]
2. هندو خان که ادعای جانشینی پدرش را می‌کرد و به دربار غوریان پناه برد.[۸۷][۸۸][۸۹][۹۰][۹۱][۹۲]
3. علی شاه بن تکش و تعدادی دیگر از برادرزاده‌های او بودند، دلیل نارضایتی علی شاه از برادرش مربوط به گذشته و هنگامی بود که برای سرکوب شورش عراق عجم از برادرش کمک خواسته بود ولی سلطان علی‌رغم در خواست کمک برادرش ترجیح داده بود با سپاهیانش به محاصره قلعه اسماعیلیه بپردازد او نیز به دربار غوریان پناه برد و پس از چندی به خاطر توطئه و مداخله در امور غور زندانی شد و پس از قتل غیاث‌الدین محمود به غزنه فرار کرد و در آنجا توسط عوامل برادرش به قتل رسید.[۹۳][۹۴][۹۵][۹۶]

## روابط با حکومت‌های مجاور

### روابط با غوریان
بنا بر روایت  منهاج سراج  جوزجانی  ، سلطان محمد خوارزمشاه پس از مرگ تکش نمایندگانی را به دربار غیاث الدین فرستاد و خواستار برقراری روابط دوستانه میان غوریان و خوارزمشاهیان شد و حتی از سلطان غوری طلب مقام فرزند خواندگی کرد . البته این را فقط جوزجانی ذکر کرده‌است. سلطان محمد پس از دریافت اخبار مربوط به فتوحات سلطان غیاث‌الدین در خراسان پیامی بدین مضمون فرستاد: 
| « | گمان می‌بردم که تو پس از مرگ پدرم از من دلجویی کنی و مرا یاری دهی که بر ختاییان چیره شوم و آنان را از شهرهای من برانی و اگر این کار را انجام ندادی لااقل درصدد آزارم نباشی و شهرهایم را نگیری. اکنون نیز چیزی که من می‌خواهم این است که آنچه از من گرفته‌ای به من برگردانی وگرنه چنان‌که نتوانم شهرهای خود را بگیرم، برای جنگ با تو از ختاییان و ترکان دیگر یاری خواهم خواست. من سرگرم سوگواری در مرگ پدر و سامان دادن به اوضاع داخلی قلمرو خود بودم و همین گرفتاری سبب شد که فرصت مقابله با سپاه شما را نیابم وگرنه از مقابله با شما و فتح سرزمین‌هایتان عاجز نیستم. | » |

محتوای این نامه تا حدود زیادی واقع بینانه است و نشان از افزایش قدرت سلطان محمد و سیاست مدبرانه در برابر این بحران است. سلطان غیاث‌الدین پس از دریافت پیام خوارزمشاه، تا آمدن شهاب‌الدین از هندوستان از درگیری با خوارزمشاه خودداری کرد. پس شهاب الدین محمد از هند فراخوانده شد تا سپاه قدرتمند غوری را تشکیل دهند.

#### نبرد گرگانج و استرداد خراسان
سلطان محمد در ذی الحجه ۵۹۷ قمری /۱۲۰۰ میلادی از خوارزم به سوی خراسان حرکت کرد و پس از تصرف مرو و نیشابور به سمت هرات حرکت کرد؛ که با مقاومت هشت‌ماهه آلپ غازی روبه رو شد؛ در نهایت آلپ غازی مقاومت را بی‌نتیجه دانست. پس فرزند خویش را با درخواست صلح به سمت سلطان فرستاد. پس از آن که سلطان با قبول این صلح هرات را خراج‌گزار خویش کرد به سوی مرو حرکت کرد. شهاب‌الدین غوری نیز پس از آن که از سرکوب شورش‌های هند در لاهور فارغ شد؛ به سمت غزنه آمد و پس از تجهیز سپاه به سمت خوارزم حرکت کرد. دو سپاه در کنار رود قره‌سو، از شعبه‌های رود جیحون، با یکدیگر روبه رو شدند که به شکست سپاه خوارزمشاه منجر گردید. شهاب‌الدین پس از این پیروزی به محاصره گرگانج پرداخت. پس سلطان از قراختاییان یاری جست و با همراهی آنان و سپاه سلطان عثمان، موفق به عقب راندن نیروهای غوری شد. دو سپاه بار دیگر در ساحل قره سو به جنگ با یکدیگر پرداختند که طی آن تلفات سنگینی بر هر دو وارد شد و غوریان مجبور به عقب‌نشینی شدند. سلطان محمد خوارزمشاه که به این حد قانع نبود با تعقیب سپاهیان غوری تا نزدیکی قلعه هزار اسب شکست دیگری بر آن‌ها وارد نمود. شهاب‌الدین پس از این شکست به قلعه خود «اندخود» پناه برد. سپاه محمد خوارزمشاه که ادامه جنگ را صلاح نمی‌دید، صحنه جنگ را ترک کرد؛ ولی جنگ میان سپاه غوری و قراختایی و عثمان خان، ادامه یافت که سرانجام با وساطت عثمان خان پایان یافت.

#### انقراض غوریان به دست سلطان

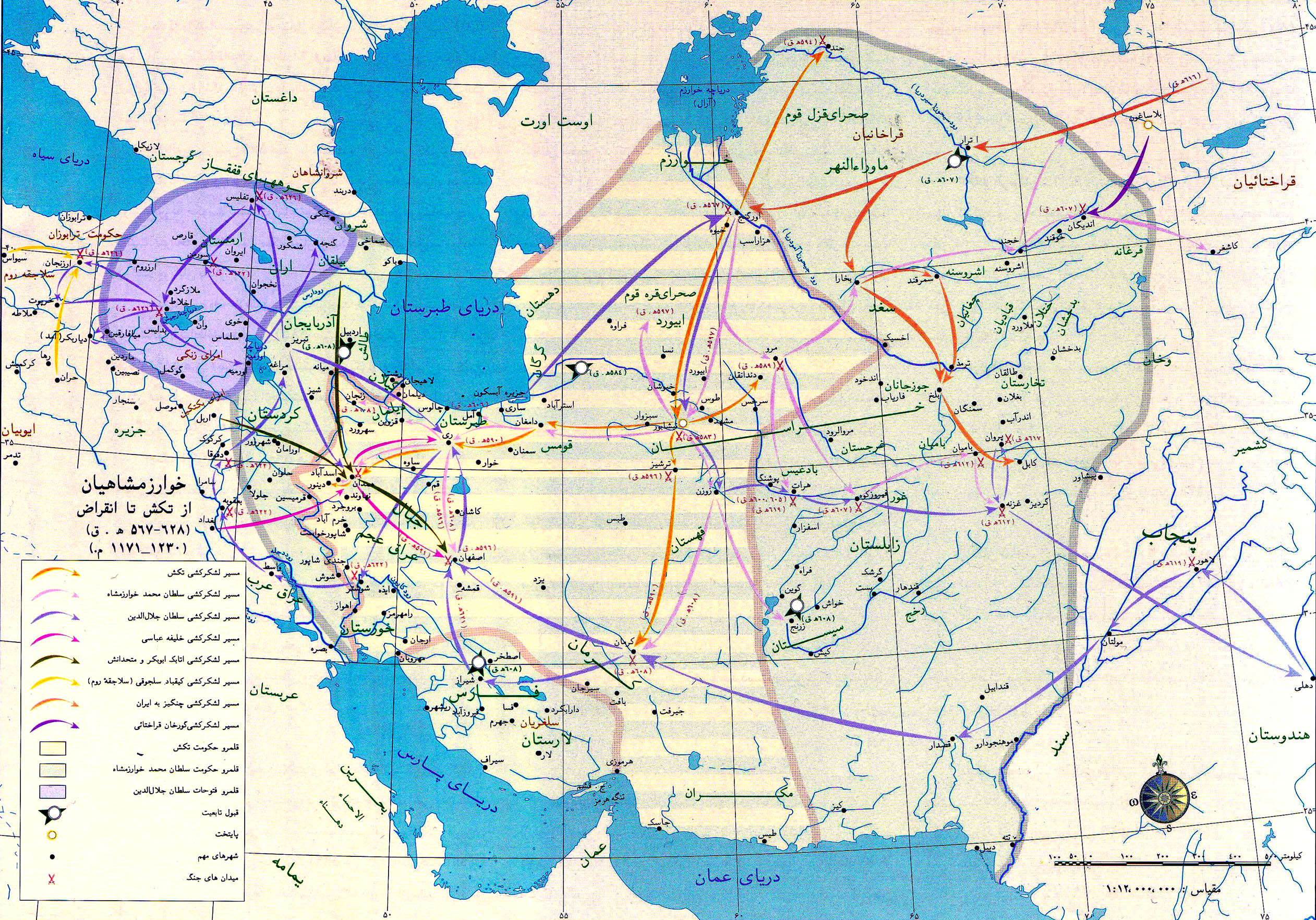
مسیر لشکرکشی‌های سرداران و پادشاهان خوارزمشاهی

شکست‌های مکرر سلطان شهاب‌الدین باعث از بین رفتن تمامی شهرهای خراسان، به جز هرات و نا آرامی‌های عدیده‌ای در سپاه او گردید. سلطان شهاب‌الدین برای جبران این شکست‌ها، سپاهی تدارک دید تا با قراختاییان بجنگد، اما در این میان در محلی به نام دامیاک به دست عده‌ای ناشناس به قتل رسید. در مورد قاتلان سلطان شهاب‌الدین، منابع به تفاوت نقل کرده‌اند. برخی آن را به فداییان اسماعیلی و گروهی دیگر از سوی قبیله کهر کهر می‌دانند. قتل شهاب‌الدین سبب بروز اختلاف شدید میان بازماندگان وی و فرزندان برادرش غیاث الدین گردید. در این میان فرزند شهاب‌الدین، غیاث‌الدین محمود بر امور مسلط شد. سلطان محمد در سال ۶۰۳ قمری /۱۲۰۶ میلادی با استفاده از شرایط موجود، شهرهای بلخ، مرزبان و ترمذ را به تصرف درآورد. او هرات را نیز با اظهار تابعیت و فرمانبرداری حاکم آن، حسین خرمیل، به اختیار درآورد. هنگامی که غیاث‌الدین محمد از سوی تاج الدین اُلدز در غزنین مورد هجوم قرار گرفت. پیامی مبنی بر اعلام حمایت و کمک محمد خوارزمشاه جهت باز پس‌گیری غزنین از تاج الدین اُلدز دریافت داشت. بنابر نقل ابن اثیر سلطان محمد این اقدام را مشروط به سپردن یک سوم ثروت به دست آمده از فتح غزنه به خود و یک سوم آن به لشکریان و مابقی به غیاث‌الدین محمود اعلام نمود. غیاث‌الدین هم این شرایط را پذیرفت اما این قرار با توجه به مشکلات سلطان محمد در مازندران عملاً انجام نشد؛ اما در تضعیف قدرت تاج الدین اُلدز نقش داشت. در همین ایام علاءالدین آتسز، پسر علاءالدین حسین جهانسوز برای کسب قدرت بیشتر به خوارزمشاه پناهنده شد. سلطان محمد در سال ۶۰۷ قمری / ۱۲۱۰ میلادی برای کمک به او علیه غیاث‌الدین محمود سپاهی اعزام داشت که در این رویارویی غیاث‌الدین پیروز گردید و علاءالدین آتسز و سران خوارزمشاه مجبور به ترک سرزمین‌های تحت نفوذ غوریان شدند. سلطان محمود پس از هفت سال پادشاهی در سال ۶۰۹ قمری / ۱۲۱۲ میلادی در هنگام لشکرکشی علیه قراختاییان به قتل رسید. کشته شدن محمود پایان اقتدار غوریان بود پس از او فرزند چهارده ساله وی، بهاءالدین سام به قدرت رسید؛ اما او چند ماه بیشتر نتوانست سلطنت کند. بهاءالدین در جنگ با علاءالدین آتسز با توجه به حمایت‌های نظامی سلطان خوارزمشاه از علاءالدین شکست خورد و همراه خانواده خویش به خوارزم تبعید گشت. قدرت علاءالدین آتسز نیز با وجود حمایت‌های سلطان خوارزمشاه، چندی نپایید و او در درگیری با تاج‌الدین اُلدز کشته شد. پس از او در سال ۶۱۲ قمری / ۱۲۱۵ میلادی سلطان محمد، فیروزکوه را بدون خون‌ریزی به اشغال درآورد. بدین ترتیب دوره حکومت غوریان به پایان رسید.

### روابط با قراختاییان
در حدود ۵۱۲_۵۱۸ قمری / ۱۱۱۸_۱۱۲۴ میلادی طایفه‌ای از زردپوستان ساکنان اراضی شمال کوه‌های تیانشان، ما بین دو دریاچه بلخاش و ایسی گول به نام قراختایی موفق به تشکیل دولت قدرتمندی شدند. سلطان محمد پس از جانشینی درگیر مقابله با اعضای خاندان خویش و حملات غوریان بود پس مجبور گردید همچون پدران خویش خراج‌گزار قراختاییان باقی بماند. او در جنگ با غوریان از قراختاییان یاری طلبید. گورخان نیز سپهدار خود، تاینگو (طاینکو طراز) را به یاری سلطان فرستاد. سلطان محمد و نیروهای همراه او در صفر سال ۶۰۱ قمری / ۱۲۰۴ میلادی با غوریان جنگیدند و آن‌ها را شکست دادند.

#### لشکر کشی اول به ماوراءالنهر
سلطان محمد در سال ۶۰۳ قمری / به جبران کمک‌های گورخان ترمذ را به عثمان خان واگذار کرد که از فزون‌خواهی آنان در خراسان نیز جلوگیری کند. اما منابع در این باره سکوت کردند. مورخانی چون ابن اثیر، ابی الفداء و ابن ساعی اولین نبرد خوارزمشاه علیه قراختاییان را در سال ۶۰۴ قمری / ۱۲۰۷ میلادی می‌دانند که منجر به اسارت سلطان خوارزمشاه گردید. ابن اثیر می‌نویسد: «سلطان محمد از خوش‌اقبالی، در طی اسارت شناخته نشد و موفق به نجات خویش گردید.» این شکست باعث شد امپراتوری خوارزمی دچار بحران شدیدی شود از جمله شورش امیرکزلیک در نیشابور، ملک تاج‌الدین علی شاه در طبرستان، شورش هرات و محاصره آن که از مدتی پیش از شکست آغاز شده بود.

#### فتح طبرستان
در بسطام ملک تاج الدین علی شاه برادر سلطان حاکم بود پس از مرگ حسام‌الدین اردشیر اسپهبد مازندران اختلافی میان پسران وی به وجود آمد که به موجب آن پسر بزرگتر شمس‌الملوک رستم به اسپهبدی رسید پس رکن‌الدوله فرزند میانی اردشیر به نزد علیشاه آمد و از برادر خود در مازندران شکایت کرد و ادعا کرد او از ارث پدری محروم کردند. وی هم چنین اعلام کرد در صورتی که به اراضی خویش در مازندران برسد تابع خوارزمشاه خواهد بود. پس علیشاه با دستور برادر به همراه رکن‌الدوله عازم مازندران شد و بدون مقاومت قلاع مهمی نظیر ساری و آمل را تخریب و غارت نمود و اسپهبد رستم نیز با جمع‌آوری تمام خزائن خود در قلعه کورا مستقر شد و به جز آن قلعه تمام مازندران زیر سلطه علیشاه درآمد پس از مدتی شمس‌الملوک خواهرش را به ازدواج سید ابوالرضا مامطیری درآورد و او را مشاور خود ساخت، اما سید در قدرت او طمع کرد و در سال ۶۰۶ قمری/۱۲۰۹میلادی او را در شکارگاه به قتل رساند. پس خواهر شمس‌الملوک به انتقام برادر، شوهر را کشت و به قصد ازدواج با سلطان محمد عازم خوارزم شد و تصمیم داشت که مازندران را به عنوان جهیزیه خود تقدیم سلطان کند. اما سلطان او را به ازدواج یکی از امیران خود درآورد و حکومت مازندران را نیز بدو داد. مازندران که به سبب اوضاع طبیعی هدفی سخت برای لشکرکشی و تهاجم بود، به آسانی به قلمرو خوارزمشاه اضافه گشت. تا حمله مغولان به ایران گماشتگان خوارزمی در مازندران حکومت می‌کردند.

#### نبرد ایلامش
لشکر کشی دوم سلطان محمد در شرایطی شکل گرفت که عثمان خان به خاطر رقابتی که با کوچلک خان بر سر ازدواج با دختر گورخان درگرفته‌بود، ناراحت بود و به علاوه که واگذاری ترمذ به عثمان خان توسط سلطان محمد باعث تألیف قلوب شده‌بود پس شرایط خوبی برای انتقام شکست خوارزمشاه از قراختاییان به وجود آمد. بنابر روایت جوینی، سلطان محمد خوارزمشاه به دنبال مکاتبات بزرگان ماوراءالنهر، از جمله حاکم سمرقند و بخارا مبنی بر ناخشنودی آنان از تبعیت قراختاییان و ضرب سکه به نام آن‌ها، در پی بهانه‌ای برای قطع خراج سالیانه و اعلام استقلال نسبت به آنان بود. بنابراین پس از شکست غوریان با استفاده از وضع پیش آمده مدتی از پرداخت خراج مقرر امتناع نمود و هر بار با اظهار بهانه‌هایی به توجیه اقدام خویش پرداخت. گورخان که در حقیقت، این اقدام سلطان محمد را نوعی اعلام مخاصمه می‌دانست، سفیر خویش را با پیغام‌های تهدیدآمیز به گرگانج فرستاد. سلطان محمد که در این زمان رویارویی با سفیر قراختایی را به مصلحت نمی‌دانست، به بهانه جنگ با قبچاقیان از شهر خارج و امور مربوط به خراج را به مادر خویش سپرد. ترکان خاتون با استقبال گرمی از سفیر ختایی مراسم احترام رسمی را به عمل آورد و ضمن دادن خراج عقب مانده هیئتی را به منظور اعلام تابعیت سلطان خوارزمشاه از قراختاییان همراه با سفیر نزد گورخان اعزام داشت. اما این هیئت مورد توجه گورخان قرار نگرفت. جوینی علت برخورد گورخان را گزارش سفیر قراختایی مبنی بر چگونگی اوضاع داخلی خوارزمشاهیان و تلاش آنان برای دستیابی به استقلال می‌داند.

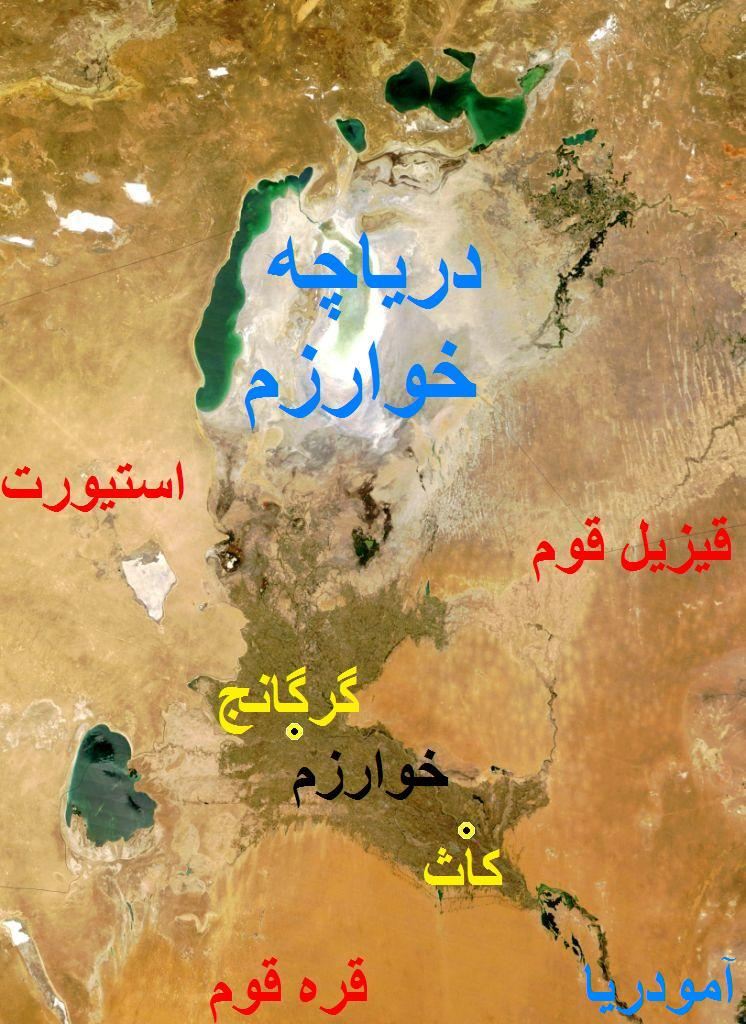
خوارزم در جنوب دریاچه خوارزم یا دریاچه آرال

 بنابر اطلاع برخی از منابع، هیئت دیگری به ریاست فردی به نام توشی (۶۰۶ قمری / ۱۲۰۹ میلادی) جهت دریافت خراج به گرگانج آمد که جوینی معتقد است رفتار این فرد در برابر سلطان بسیار گستاخانه بوده‌است؛ به طوری که سلطان در جواب گستاخی وی دستور داد او را در رود جیحون اندازند. سلطان محمد پس از قتل سفیر ختایی عازم فتح نواحی ماوراءالنهر شد و با آزادسازی بخارا که از مدتی قبل دچار شورش شده‌بود از رود سیحون رد شد و آماده جنگ با قراختاییان گردید. سلطان محمد در این جنگ از احساسات مذهبی مسلمانان به سود خود بهره برد و این جنگ را جهاد در راه خدا نامید و از علما درخواست کرد تا برای موفقیت سپاه او دعا کنند. قوای ختایی به رهبری تاینگو از جیحون گذشت و به صحرای ایلامش رسید. قراختاییان در این رویارویی شکست خورده، تاینگو (طاینکو طراز) به اسارت خوارزمشاهیان درآمد. سلطان محمد نیز، پس از بازگشت به خوارزم دستور داد تاینگو را کشته و جسد او را در آب اندازند. نبرد ایلامش فوایدی بسیار برای سلطان خوارزم به ارمغان آورد:
1. لشکر کشی عظیم خوارزمشاه از خوارزم تا صحرای ایلامش و راه‌پیمایی طولانی در ماوراءالنهر، قدرت جنگی او را بر قدرت‌های کوچک و بزرگ منطقه روشن ساخت.[۱۵۵]
2. جنگ ایلامش ضربه اساسی و نهایی بر پیکره دولت قراختایی وارد آورد و خوارزمشاه را برای همیشه از وابستگی آنان رهانید.[۱۵۶][۱۵۷]
3. پیروزی سلطان محمد بر کفار قراختایی نام او را در جهان اسلام به عنوان سلطان غازی مظفر مطرح ساخت. پس از این نبرد سلطان لقب اسکندر ثانی را گرفت.[۱۵۸][۱۵۹][۱۶۰]
4. خوارزمیان راه تجاری ماوراءالنهر و خراسان را تحت سیطره خود درآوردند.[۱۶۱]

#### لشکر کشی سوم و چهارم به ماوراءالنهر
پس از پیروزی در نبرد ایلامش با فرارسیدن زمستان، سلطان به همراهی عثمان خان به گرگانج بازگشت تا علاوه بر جشن پیروزی، جشن عروسی دخترش خان سلطان و عثمان خان را برگزار کند. با این وصلت عثمان خان از یک سلطان تابع قراختایی به سلطان تابع خوارزمی تبدیل شد. روابط دوستانه عثمان خان با سلطان محمد دیری نپایید و دوستی آنان تبدیل به دشمنی شد. ابن اثیر علت این تیرگی روابط را ناشی از اقدامات خشونت‌آمیز خوارزمیان بر مردم سمرقند می‌داند. عثمان خان در پی این نارضایتی، دست به کشتار خوارزمیان زد و برای حاکم قراختایی نامه‌ای دوستانه نوشت و از او برای آمدن به سمرقند دعوت کرد. سلطان محمد پس از شنیدن اخبار مذکور با حمله ای سریع سمرقند را به تصرف خود درآورد و هزاران نفر را به قتل رساند و پس از آن برای سرکوبی شورش طرفداران قاتربوقوخان به جند رفت. در این اثنا، گورخان برای جبران شکست خویش در ایلامش به بهانه درخواست عثمان خان به سمرقند حمله کرد و هنگامی که سلطان محمد در جند خبر محاصره سمرقند را شنید با سرعت به سوی این شهر عازم شد. قوای ختایی نیز به دلیل عدم پیروزی و نزدیکی سلطان و شنیدن خبر شورش کوچلک خان سمرقند را رها کرده، عقب‌نشینی کردند. بنابراین اقدام ختاییان، با توجه به شدت یافتن خطر نایمان‌ها به رهبری کوچلک خان بی‌اثر ماند. سلطان محمد پس از رسیدن به سمرقند دستور به قتل و غارت این شهر داد و پس از سه روز با شفاعت ائمه و سادات دستور متوقف ساختن هرگونه آزار و اذیتی علیه سمرقندیان را داد به در خواست دخترش خان سلطان که همسر عثمان خان بود، عثمان خان را به خاطر آزار خوارزمیان و قتل آن‌ها کشت. سلطان بعدها سمرقند را دارالملک خود خواند و دستور داد مسجد جامع بزرگی در آن جا بسازند و این شهر را پایگاهی برای ادامهٔ فتوح خود در ترکستان قرار داد.

#### حمله نایمان‌ها به قراختاییان
پس از این واقعه، خوارزمشاه در صدد آماده نمودن سپاهی برای حمله مجدد به آنان بود؛ که سرزمین قراختایی از سوی نایمان‌ها به شدت مورد حمله قرار گرفت. از یک طرف، گورخان ختایی از سلطان محمد تقاضای کمک نمود و اعلام کرد در صورت همراهی خوارزمشاه در مقابله با نایمان‌ها آنان درخواست اعاده سرزمین‌های تصرف شده به دست سلطان محمد را نخواهند داشت. حتی پیشنهاد ازدواج دختر خود و سلطان را نیز داد. اما سلطان که احساس می‌کرداین دشمن دیرینه در آستانه سقوط است این پیشنهاد را نپذیرفت. از طرف دیگر، کوچلک خان که پس از قتل پدرش توسط چنگیزخان به سوی قلمرو قراختاییان آمده بود، ضمن ارسال نامه‌ای از خوارزمشاه تقاضای کمک کرد و وعده واگذاری ختن و کاشغر را پس از پیروزی بر قراختاییان به سلطان داد. او اظهار داشت که ختاییان، دشمنان تو و پدرت و دشمنان ما هستند و این زمان بهترین وقت در حذف این دشمن است. سلطان محمد برای استفاده از موقعیت مناسب به هر دو قدرت پاسخ مثبت داد تا در صورت پیروزی هر یک از آنان، بتواند حمایت قدرت برتر را داشته باشد. او خود را سرگرم آماده نمودن سپاه نشان داد تا زمانی که ختاییان از نایمان‌ها شکست خوردند. در این اوضاع سلطان با سرعت خود را به صحنه نبرد رساند و از نایمان‌ها حمایت کرد و به تعقیب قراختاییان فراری پرداخت. بدین ترتیب حکومت قراختاییان پس از هشتاد سال پایان یافت. پس از این پیروزی، سلطان محمد بر کوچلک منت نهاد که وی را در رفع دشمن کمک کرده و اکنون باید شهرهای قراختاییان تقسیم گردد. کوچلک ضمن رد درخواست سلطان محمد اعلام کرد، چنان‌که به آنچه دارد راضی نشود، به او نیز حمله خواهد کرد. بدون شک اگر سلطان محمد با قراختاییان همکاری می‌کرد برای او نتایج یهتری داشت؛ چرا که آنان میان حکومت خوارزمشاهی و صحراگردان مغول مانعی محکم بودند و از برخورد آن اقوام با این حاکمیت جلوگیری کردند. سلطان محمد که تلاش‌هایش به نتیجه نرسیده‌بود، خود را برای جنگ با کوچلک خان آماده کرد. او ابتدا ساکنان چاچ و اسفیجاب و برخی شهرهای دیگر را به داخل نواحی تحت حاکمیت خویش کوچاند و شهرهای مذکور را ویران کرد تا کوچلک خان بر آن مسلط نشود. به روایت عزالدین بن اثیر، سلطان برای تحریم اقتصادی نایمان‌ها دستور داد که راه تجارتی آسیا، که (جاده ابریشم) بود را ببندند و این امر نتایج وخیمی را به بار آورد، اما هیچ‌یک از عملیات‌های نظامی سلطان علیه نایمان‌ها به پیروزی نرسید. سرانجام، نایمان‌ها با حملات پیاپی مغولان به فرماندهی جبه نویان شکست خورده و قدرت سیاسی آنان رو به افول نهاد.

### روابط با خلافت عباسی
خلافت عباسی ۵۲۴ سال در بغداد ادامه یافت و این دوره طولانی همراه با تغییرات زیادی در جهان اسلام همراه بود که باعث تضعیف قدرت عباسیان شد و خلفای عباسی چاره‌ای به جز به رسمیت شناختن مدعیان استقلال و اقتدار نداشتند و با اعطای القاب موجودیت سیاسی آن‌ها را تأیید می‌کردند. سیاست اصلی خلافت عباسی عبارت بود از:
- بازیابی قدرت سیاسی در سرزمین‌های مختلف قلمرو اسلامی.
- تضعیف رقبای سیاسی از طریق تحریک و تحریض امرا و حکمرانان علیه یکدیگر.

در حقیقت خلفا سعی می‌کردند با روش‌های غیرنظامی برای احیای قدرت سیاسی و افزایش منافع خود کوشش کنند. سلطان محمد پس از سال‌ها تلاش که نهایتاً موفق به تضعیف و بعضاً نابودی دولت‌های قراختاییان، غوریان، ملوک مازندران و قراختاییان و ضمیمه ساختن سرزمین‌های کرمان و سیستان و اطراف این مناطق تا سواحل دریای عمان گردید. هیئتی نزد خلیفه عباسی، الناصر لدین لله، فرستاد تا بدین ترتیب با به رسمیت شناخته شدن قدرتش از سوی خلافت منشور حکومت نواحی مذکور به نام او صادر گردد. به عبارت دیگر، او در تلاش بود تا بدین وسیله قدرت خویش را با تأیید خلافت، مشروع سازد. به همین منظور هیئتی به ریاست مجیر الدین عمر بن سعد خوارزمی به نزد خلیفه الناصر فرستاد، اما از آنجا که خلیفه عباسی بر آن بود تا با حذف قدرت‌های منطقه‌ای ریاست هر دو نهاد خلافت و سلطنت را نصیب خویش سازد. هدفی که خلیفه با اجرای سیاست قوی خویش در سال‌های آتی از طریق برقراری ارتباط با قدرت‌های مطرح منطقه همچون غوریان، قراختاییان، اسماعیلیه درصدد اجرای آن بود. با درخواست سلطان مخالفت کرده و در پاسخ او چنین اظهار داشت:
| « | اختلاف دول و تغلب خارجی لعین بر بغداد و توجه خلیفه به حدیث عانه و انتصار طغرل بک بن میکائیل جهت خلیفه بود که اقتضای تحکم آل سلجوق کرد، والا هرگز جایز نباشد که بر زبردارالخلافه متحکمی باشد و هر وقت که ما را نیز چنان حاجتی شود؛ و آن روز مباد که خلیفه به دیگری محتاج شود. هر آینه اجابت دعوت سلطان کنیم، حق‌تعالی ممالک واسعه و اقالیم متباعده عظیمه به وی ارزانی داشته‌است و زمین ذات الطول و العرض در زیر حکم وی است، اگر در خانه و سرا و مستقر شاهد [آباء] أمیر المؤمنین طمع نفرماید به مصحلت نزدیک تر باشد. | » |

خلیفه معتقد بود اگر در گذشته خلفا به سلاجقه و دیگر سلسله‌ها امتیازاتی داده‌اند، از روی ضرورت بوده‌است و امروز این ضرورت وجود ندارد. چنانچه خدای نکرده آن موقعیت پیش بیاید، او نیز به سلطان محمد همان امتیازاتی را خواهد داد که پیشینیان او به سلاجقه داده‌اند.

#### عزل خلیفه عباسی
خلیفه برای توضیح بیشتر و وعظ و نصیحت سلطان،  شهاب‌الدین عمر سهروردی  را به رسالت نزد او فرستاد و بنا به نقل منابع: شیخ پس از آن که به خدمت سلطان راه یافت، حدیثی از رسول‌الله مبنی بر این که ایشان مؤمنان را از زیان رساندن به آل عباس برحذر داشته‌اند، برای سلطان نقل کرد. سلطان محمد پاسخ داد: 
| « | اگر چه ترکم و زبان عربی را خوب نمی‌دانم، اما معنی حدیث را فهمیدم و لله الحمد که هرگز کسی را از فرزندان عباس رضی الله عنه نرنجانیده‌ام و قصد بد نکرده‌ام؛ اما به من خبر رسیده که در زندان خلیفه خلقی بسیار از این طایفه محبوسند و در همان‌جا به تکثیر نسل می‌پردازند. | » |

 شیخ تلاش کرد که ثابت کند خلیفه مجتهد است و حق دارد افراد را برای خیر و صلاح جامعه اسلامی به زندان افکند، او می‌گفت خلیفه زاهد و متقی و دین دار است و سلطان محمد در پاسخ سهروردی گفت: «این کسی که تو می‌گویی در بغداد نیست من می‌آیم و کسی را به خلافت می‌نشانم که بدین اوصاف باشد.» رسالت شیخ شهاب‌الدین با اظهار صریح سلطان مبنی بر عدم صلاحیت خلیفه به جایی نرسید و دشمنی میان خلیفه و سلطان شدت بیشتری یافت. با بارتلد معتقد است پاسخ سلطان بسیار سنجیده بوده‌است اما نمی‌توانسته احترام جامعه آن روزی مسلمانان را به پیشوای اسلام متزلزل سازد. پس از آن که اقدامات سلطان بی‌نتیجه ماند، تصمیم بر انتقال قدرت از عباسیان به سادات علوی گردید. بدین منظور خدمت علمای بلاد اسلامی رسید و فتوی گرفت: «که بر سلطان مسلمین واجب است تا خلیفه ناشایست و نالایق را از کار عزل کند و خلافت را به سادات حسینی که استحقاق آن را دارند، بسپارد و از ائمه ممالک خویش استفتاء کرد که هر امام که بر امثال این حرکات که ذکر رفت اقدام نماید امامت او، حق نباشد و چون سلطانی را که مدد اسلام نماید و روزگار بر جهاد صرف کرده باشد قصد کند آن سلطان را رسد که دفع چنین امام کند و امامی دیگر نصب گرداند و وجه دیگر آن که خلافت را سادات حسینی مستحق‌اند و در خاندان آل‌عباس غصب است .» بدین ترتیب سلطان محمد با غاصب خواندن خلیفه و عدم تلاش آنان در حفظ مرزهای اسلامی، عدم صلاحیت او را در داشتن مقام خلافت اعلام نمود و در سال ۶۰۹ قمری / ۱۲۱۲ میلادی با سید علاءالملک ترمذی به عنوان خلیفه بیعت کرد. وی از بزرگان سادات بود که پدرانش در بلخ و ترمذ و غزنه و طخارستان نقابت علویان را داشتند. علاءالملک ترمذی مردی فاضل و ادیب بود. وی همچنین از شاگردان امام فخر رازی بوده‌است که کتابی دربارهٔ انساب طالبیان به نام خطیره القدس دارد. امر بیعت سلطان با خلیفه علوی را مورخانی، چون شهاب الدین زیدری نشوی  ، عوفی،  منهاج سراج جوزجانی  و ابن اثیر نقل نکرده‌اند و رشید الدین فضل‌الله نیز ضمن اشاره به بیعت سلطان با علاءالملک، استفتایی را که سلطان برای حذف خلافت عباسی از علما گرفت از فخرالدین رازی می‌داند، اما از آنجا که زمان حیات شیخ با زمان طلب استفتای سلطان از علما مطابقت ندارد، خبر فوق جای تأمل دارد؛ بنابراین فقط جوینی به‌طور قطع اعلام می‌کند که سلطان از علمای زمان خود در زمینه استحقاق علویان برای خلافت عباسی فتوا گرفت و با علاءالملک ترمذی بیعت کرد. به‌طور کلی می‌توان گفت که نسوی و عوفی در مورد اتهام سلطان محمد به توطئه علیه خلیفه مسلمین، روش محتاطانه‌ای پیش گرفته و هیچ‌کدام از ماجرای عزل خلیفه به دست سلطان و حذف نام او پس از بازگشت سلطان از همدن خبر نمی‌دهند؛ بلکه هر دو از پشیمانی خوارزمشاه سخن می‌گویند. ابن جوزی که از پیشنهاد جلال الدین منکبرتی به الملک‌المعظم در عزل خلیفه الناصر خبر می‌دهد، از داستان خلیفه علوی بی‌اطلاع بوده و شاید قصد حفظ حرمت خلیفه و سلطان جلال‌الدین را داشته‌است. حسن ابراهیم حسن عدم پذیرش سلطان از سوی خلیفه الناصر برای ذکر نام وی در خطبه و خصوصاً اقدام سلطان در نصب خلیفه علوی و حذف نام الناصر لدین بالله را ناشی از تمایلات شیعی خوارزمشاه می‌داند. این نظریه چندان قابل پذیرش نیست؛ زیرا سلطان محمد در دوران سلطنت، اقدامی که حاکی از تمایلات شیعی او باشد را بروز نداده‌است. ابه علاوه این که خود خلیفه هم به داشتن گرایش‌ها شیعی متهم است.

#### شکست اسدآباد و تأثیرات آن
سلطان محمد در سال ۶۱۴ قمری / ۱۲۱۷ میلادی با قوای بسیار به سوی عراق حرکت کرد. یغان طائیسی یکی از فرماندهان نظامی همراهش را به فرماندهی همدان گماشت و سراسر شهر را به پسر خود رکن الدین سپرد. ابن اثیر دربارهٔ رکن‌الدین می‌نویسد: «رکن‌الدین در نزد سلطان قرب و منزلت بسیار داشت و هم او بود که خوارزمشاه را به حمله بر عراق واداشت.» سلطان خوارزمشاه از همدان به بغداد رفت اما در اسدآباد دچار برف و باران شدیدی شد و تعداد کثیری از سپاهیانش کشته شدند و خوارزمشاه ناگزیر به بازگشت گردید. خوارزمشاه پس از بازگشت به خراسان، بنا به روایت ابن اثیر:
| « | دست از خصومت با خلیفه نکشید و زمانی که وارد نیشابور شد روز جمعه در مسجد، نزدیک منبر نشست به واعظ دستور داد که خواندن خطبه به نام خلیفه را قطع کند و اعلام کرد خلیفه مرده‌است. او در مرو و بلخ و بخارا و سرخس نیز دستور داد خواندن خطبه به نام خلیفه قطع شود. فقط برای خوارزم و سمرقند و هرات چنین دستوری فرستاده نشد… آن شهرها با این گونه مسائل درگیری نداشتند و خواندن خطبه به نام خلیفه یا بی‌نام او یا به دلخواه خودشان بوده‌است. | » |

بعضی از مورخان چون شهاب الدین زیدری نسوی  و عوفی با قاطعیت اعلام می‌کنند که سلطان محمد پس از ناکامی در لشکرکشی به بغداد، اظهار پشیمانی کرد و درصدد اصلاح روابطش با خلافت برآمد. آنچه از اطلاعات مورخان به دست می‌آید، نظریه اول صحیح تر به نظر می‌رسد؛ چرا که بعید نیست که مورخانی، چون شهاب الدین زیبای نشوی  و عوفی سعی در تبرئه سلطان به منظور حفظ حرمت او در میان مسلمین جهان که خلیفه عباسی در نظر آن‌ها از موقعیت و مقام خاصی بر خوردار بوده‌است، داشته باشند. این خبر نسوی مورد تردید است؛ زیرا او بیان می‌دارد که خلیفه الظاهر از سلطان جلال الدین درخواست کرد که نام خلیفه را که سلطان محمد از خطبه نماز قطع کرده‌بود، مجدداً برقرار سازد. اهمیت مقام خلیفه در این زمان در میان مسلمانان اهل سنت از آنجا بیشتر معلوم و مشخص می‌شود که سلطان پس از بازگشت از همدان در نیشابور علت خوانده نشدن نام خلیفه در خطبه را مرگ او اعلام می‌کند نه عدم استحقاق وی و مطلب مهم دیگر آن که ابن اثیر علت شکست سلطان در لشکرکشی به بغداد را از نظر مردم، حمایتی الهی برای خاندان عباسی می‌نویسد یا هنگامی که جلال الدین خوارزمشاه از الملک‌المعظم، پادشاه ایوبی علیه خلیفه طلب کمک می‌کند او پاسخ می‌دهد «من علیه هر کس با تو متحد هستم مگر خلیفه که او امام و پیشوای مسلمین است.» شکست اسدآباد از نظر مادی ضرر زیادی داشت اما مهم‌تر از آن تأثیرات روانی آن بود که ناشی از القائات سفیر خلیفه شهاب الدین عمر سهروردی و باورهای مردم بود که تصور می‌کردند هر کس علیه این خاندان قیام کند، گرفتار غضب خداوند می‌شدند. شکست اسدآباد باعث شد شکافی که بین خوارزمشاه و خلیفه به وجود آمده ترمیم ناپذیرتر شود؛ به طوری که حتی حمله مغول هم باعث نشد که خلیفه و خوارزمشاه با یکدیگر متحد شوند و اختلافات را کنار بگذارند.

##### دلایل اختلاف خوارزمشاه و خلیفه
دربارهٔ علل و عواملی که سلطان محمد را به لشکرکشی به سوی بغداد واداشت می‌توان به دلایل زیر توجه نمود:
1. دشمنی خلیفه با خوارزمشاه: الناصر برای تضعیف و نابودی سلطان خوارزمشاه با هر کس که به نوعی با او در ستیز بود، ارتباط برقرار می‌کرد و او را علیه خوارزمشاه می‌شورانید؛ از جمله:

- غوریان: هنگامی که تکش در عراق عجم قدرتی به دست آورد و سپاه خلیفه را شکست داد، خلیفه از این کار برآشفت و از غیاث الدین خواست تا به نواحی تخت نفوذ خوارزمشاه حمله کند و عراق را تصرف کند. در زمان سلطان محمد نیز خلیفه به این نوع تحریکات علیه خوارزمشاه ادامه داد و سلطان هنگام فتح غزنین نامه‌های او را در این مورد یافت.[۲۳۴][۲۳۵]
- قراختاییان: در مورد تحریک قراختاییان از سوی خلیفه، جوینی می‌گوید الناصر لدین لله، قراختاییان را علیه سلطان تحریک کرده‌است و از آنان برای از بین بردن خوارزمشاه کمک طلبیده‌است.[۲۳۶]
- نایمان‌ها: بنابر روایت ژاکوب دوویتری،[پ ۵] خلیفه با موافقت اسقف بزرگ نستوری، رسولانی به نزد «شاه داود» که خان خانان[پ ۶] را مغلوب ساخته‌بود و پیش از آن محمد خوارزمشاه همه سرزمین‌های آن سوی سیحون را به وی واگذار کرده بود، فرستاد. شاه داود (کوچلک خان) تحت تأثیر رسولان مزبور قرار گرفته با خوارزمشاه جنگید و در نتیجه خوارزمشاه به متصرفات خویش بازگشت.[۲۳۷][۲۳۸][۲۳۹]

1. مقدم داشتن عَلَم اسماعیلیان: یکی دیگر از عوامل تیرگی روابط سلطان و خلیفه این بود که وقتی جلال‌الدین حسن نزاری از آیین پدرانش بازگشت و مذهب سنت را پذیرفت و به «نو مسلمان» مشهور شد، خلیفه الناصر در سفر حج دستور داد که علم کاروان اسماعیلیان بر علم کاروان زیارتی خوارزم و خراسان مقدم دارند. این عمل برای خوارزمشاه به منزله توهینی بزرگ بود.[۲۴۰][۲۴۱][۲۴۲][۲۴۳][۲۴۴]
2. طرح کشتن والی مکه: خوارزمشاه اطلاع پیدا کرد که خلیفه از امام اسماعیلی درخواست ارسال تعدادی فدایی نموده‌است تا هر وقت که لازم باشد برای کشتن دشمنان خود از آنان استفاده کند و اولین ترور آن‌ها به دستور خلیفه در سفر حج صورت گرفت، فداییان قصد داشتند والی مکه را که خلیفه به او مظنون شده‌بود، به قتل برسانند که موفق نشدند.[۲۴۵]
3. قتل اغلمش: وی نماینده سلطان محمد در عراق بود و به نام سلطان سکه می‌زد و به نام او خطبه می‌خواند. به روایت جوینی او به دست فداییان اسماعیلی به قتل رسید.[۲۴۶][۲۴۷][۲۴۸][۲۴۹]
4. تحریک چنگیز خان: برخی از مورخان و محققان معتقدند که یکی دیگر از ناراحتی‌های سلطان که سبب لشکرکشی او به بغداد گردید، تحریک چنگیز خان به وسیله خلیفه، علیه سلطان بود.[۲۵۰][۲۵۱][۲۵۲]
5. امتناع خلیفه از مبارزه با صلیبیان: در این زمان که جامعه اسلامی در غرب از سوی صلیبیان مورد تهاجم قرارگرفته بود، از سوی خلیفه عباسی اقدامی جدی برای دفع حملات آن‌ها صورت نگرفت و اگر تلاش‌های حکومت‌هایی چون ایوبیان نبود، قطعاً این مناطق با مشکلات جدی مواجه می‌گردید.[۲۵۳][۲۵۴]

تمامی این دلایل برای لشکرکشی به بغداد مهم است اما امتناع خلیفه از به رسمیت شناختن سلطان محمد و قدرت بی‌حد و حصر سلطان که باعث می‌شد او در راس بزرگ‌ترین حکومت اسلامی قرار بگیرد مهم‌ترین دلیل بود؛ زیرا تنها منطقه‌ای که در جامعه اسلامی به نام او خطبه نمی‌خواند بغداد بود؛ بنابراین لشکرکشی سلطان به بغداد هنگامی که توانایی تصرف ارمنستان، آناتولی، شام و مصر را در خود حس می‌کرد، طبیعی به نظر می‌رسید.

### روابط با اسماعیلیان نزاری
اسماعیلیان گروهی از شیعیان به‌شمار می‌روند که پس از جعفر صادق، فرزندش اسماعیل را امام می‌دانند. آنان با تشکیل خلافت فاطمی به وسیله عبیدالله مهدی در مغرب و سپس انتقال به مصر قدرت فراوانی یافتند؛ اما این قدرت در زمان المستنصر، خلیفه فاطمی دچار تفرقه گردید و به دو شعبه مستعلویه و نزاریه تقسیم شد. فعالیت اسماعیلیان نزاری در ایران با قیام حسن صباح و فتح قلعه الموت آغاز گردید و با تلاش جانشینان او کیا بزرگ امید و محمد بن کیا بزرگ و دیگر امامان اسماعیلی ادامه یافت. در زمان جانشین محمد بن کیا بزرگ امید، یعنی حسن بن محمد معروف به حسن علی ذکره السلام تحولی عظیم در عقاید و تاریخ اسماعیلیه با ارائه نظریه «اعلام قیامت» از سوی او به وجود آمد. بنابراین نظریه، یکی از مهم‌ترین نتایج حاصله از اندیشه قیامت، نسخ شریعت و تعطیلی اعمال و عبادات شرعی بود. حسن دوم یک سال و نیم بعد از عید قیامت به قتل رسید. پس از حسن دوم، محمد پسر نوزده ساله‌اش به جای او نشست و سیاست پدر را دنبال کرد و عمر خود را برای تفسیر آیین قیامت و تحکیم اندیشه‌های آن و نوشتن رسالات متعدد صرف کرد. محمد دوم ۴۶ سال حکومت کرد. جانشین محمد دوم، جلال الدین حسن سوم بود. او به شدت مخالف اندیشه‌های پدر و پدربزرگ خویش، مبنی بر اجرای نظریه قیامت در جامعه اسماعیلی بود؛ بنابراین او به اهل سنت پیوست و به مخالفت و لفو آیین قیامت پرداخت و با خلیفه عباسی و دیگر امرا و سلاطین ارتباط برقرار نمود. پس از او پسرش محمد و سپس نوه‌اش خورشاه به حکومت رسیدند و سرانجام در زمان خورشاه با رویارویی مغولان و اسماعیلیه قدرت آنان حذف گردید.
سلطان تکش خوارزمشاه در اواخر عمر در تلافی ترور خواجه نظام الملک به قلاع قهستان و ترشیز لشکر کشید و در همان اثنا از دنیا رفت. سلطان محمد هنگامی‌که به جانشینی پدر نشست سفرایی خدمت اسماعیلیان فرستاد مبنی بر صلح «چون ارباب ترشیز به سر حالت وقوف نیافتند بسیار خدمت‌ها کردند و بر صد هزار دینار دیگر مواضعه نهادند و ملک قطب‌الدین از آنجا بازگشت.» سلطان محمد در زمان سلطنت نیز، با توجه به مشکلات داخلی و خارجی فرصت ادامه سیاست پدر در مقابل اسماعیلیان را نداشت. سال ۶۰۷ قمری / ۱۲۱۰ میلادی با مرگ حسن دوم، پسر وی جلال‌الدین حسن سوم به قدرت رسید. او با اعلام مخالفت و معاندت با اعتقادات پدران خویش، به لغو آن پرداخت و قوانین شرعی را پس از ۴۷ سال تعلیق مجدداً در سرزمین‌های تحت خلافت اسماعیلیان مستقر کرد. جلال‌الدین در پی اجرای این سیاست، سفرایی نزد خلیفه بغداد، سلطان محمد خوارزمشاه، ملوک و امیران عراق و دیگر نواحی گسیل داشت و بنابر تصریح منابع؛ از آنجا که او در زمان حیات پدر نیز علایمی دال بر نارضایتی از عقاید و اعمال پدر و دعوت قیامت از خود بروز داده بود، سخنان وی را پذیرفتند، چنان‌که خلیفه عباسی نیز به اسلام آوردن او حکم داد و فتوایی در این رابطه به نواحی مختلف قلمرو اسلامی صادر کرد. جلال‌الدین پس از قبول مذهب جدید و در حقیقت با پشت کردن به اندیشه و اعتقاد قیامت تا مدت‌ها به نام سلطان محمد خوارزمشاه خطبه خواند. او همچنین در راستای اجرای اصلاحات مذهبی خویش دستور داد تا فرائض دینی از سوی مسلمانان مجدداً انجام پذیرد. پس از چندی سیاست اسماعیلیان در برخورد با خوارزمشاهیان به تیرگی گرایید، چنان‌که جلال‌الدین نه تنها اقدام به حذف نام سلطان از خطبه کرد بلکه به منظور وارد آوردن ضربات بیشتری بر دستگاه حکومت خوارزمشاه به حمایت و پشتیبانی اتابک اوزبک در مقابله و رویارویی با حاکم منصوب شده او بر عراق عجم پرداخت و از طرق مختلف موجبات آزار و دشمنی با او را فراهم آورد. سرچشمه این دشمنی مقدم داشتن کاروان و علم اسماعیلیان در مراسم حج بر کاروان خاندان و فرستادگان سلطان محمد خوارزمشاه که در این زمان بزرگ‌ترین نیروی سرزمین‌های شرقی خلافت به حساب می‌آمد، بود؛ که بلوای بزرگ سیاسی و کدورت شدیدی میان سلطان محمد و جلال‌الدین به وجود آورد. به دنبال این دشمنی جلال‌الدین حسن با اتابک آذربایجان و اران، دست دوستی و اتحاد داد. پس از مدتی خود شخصاً به آذربایجان رفت و یک سال و نیم آنجا اقامت کرد؛ کاری که از جانب هیچ‌یک از امامان اسماعیلی انجام نگرفته بود.
جلال‌الدین پس از این دشمنی آشکار با خوارزمشاه که عده‌ای آن را ناشی از تدبیر خلیفه الناصر عباسی می‌دانند. به تثبیت بیشتر با دربار خلافت پرداخت. در پایان قرن ششم و آغاز قرن هفتم، تغییرات سیاسی بزرگی در سرزمین‌های شرقی دنیای اسلام روی داد. حکومت سلاجقه عراق از بین رفت و قدرت جدیدی در شرق به نام خوارزمشاهیان پدید آمد که در ابتدا همراه با دستگاه خلافت و پس از آن در تعارض آن حرکت کردند. با توجه به این اوضاع، جلال‌الدین در پی ایجاد روابط دوستانه با قدرت برتر جهان اسلام بوده‌است که زمانی این قدرت به دست خوارزمشاه زمانی دیگر به دست خلیفه عباسی و سپس به دست مغولان افتاد و بنابر تصریح منابع، جلال‌الدین حسن اولین فردی بود که از داخل کشور نزد چنگیز نمایندگانی فرستاده و اظهار ایلی و متابعت کرده‌است. حتی بعد از فوت سلطان محمد روابطی هم با سلطان جلال الدین برقرار کرد اما هنگامی که کار مغول بالا گرفت از این رابطه دست کشید.

## برخورد با مغولان

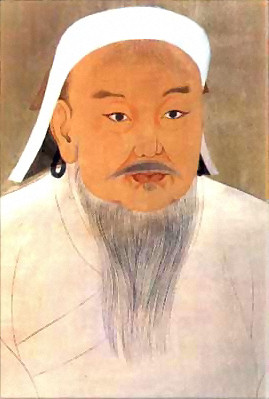
چنگیز خان

سیاست خوارزمشاهیان تا قبل از سلطان محمد با ترکان سیاست تهاجمی نبوده‌است و فعالیت آن‌ها در این این منطقه بیشتر جنبه دفاعی داشته‌است، پس از ظهور چنگیزخان و متحد کردن قبایل ترک و مغول و فراری دادن نایمان‌ها از موطن خودشان به سمت ماوراءالنهر بر نگرانی‌های سلطان راجع به مغولان افزود؛ و موجب شد پس از شکست در اسدآباد به سرعت به گرگانج بازگردد و از آنجا به سمت پایتخت دوم خود یعنی سمرقند برود که مراقب تغییرات اوضاع در مرزهای ماوراءالنهر باشد. چنگیز خان پس از به زیر سلطه درآوردن قبایل متفرق و متعدد ترک و مغول در مغولستان و پیروزی بر آلتون خان، به تابعیت درآوردن امپراتوری ختایی، پیروزی بر فرمانروای تنغوت، به اطاعت درآوردن فرمانروای اویغور «ایدی قوت» و ایلات دیگر تصمیم به لشکرکشی به قلمرو نایمان‌ها را گرفت. او لشکری به فرماندهی جبه برای رویارویی با نایمان‌ها فرستاد. جبه سردار مشهور مغول در سال ۶۱۴ قمری / ۱۲۱۷ میلادی توانست سپاه نایمان‌ها را شکست دهد و کوچلک خان را در حوالی «ساریق گول» دستگیر و به قتل برساند. با افزوده‌شدن قلمرو نایمان‌ها به حوزه تحت نفوذ چنگیز خان، این حکومت با سرزمین‌های تابعه سلطان محمد خوارزمشاه همسایه و مجاور گردید.
هم‌زمان با وحدت مغولستان به دست چنگیز و پیروزی‌های او بر قلمروهای همجوار؛ سلطان محمد خوارزمشاه نیز موفق شده‌بود، حوزه نفوذ خود را از شرق تا «بش بالیغ» در قلب آسیای مرکزی و از غرب تا نزدیکی بغداد و در جنوب تا عمان گسترش دهد. او که در سال ۶۱۲ قمری / ۱۲۱۵ میلادی برای جنگ با قبایل قرقیز و قبچاق، با دسته‌ای از لشکریان مغول به فرماندهی جوجی برخورد کرد. بنابر روایت  شهاب الدین زیدری نسوی ، جوجی با وجود سپاهیان بسیاری که به همراه داشت، تمایلی به رویارویی با سلطان خوارزمشاه نشان نداد؛ اما سلطان محمد با این توجیه که تمام کفار در نظر او دشمن هستند، به جنگ با جوجی پرداخت. این رویارویی تا شب ادامه یافت، اما نتیجه‌ای عاید طرفین نشد؛ شب مغول‌ها بدون این که روشنایی خیمه‌های خود را خاموش کنند، آرام از اردوگاه عقب نشستند. این محاربه اولین برخورد دو قدرت مغول و خوارزمشاه بود، اگرچه در آن برهه از زمان در مناسبات بین دو قدرت سیاسی تأثیر سوئی به جای نگذاشت اما منشأ تیرگی روابط آن‌ها در سال‌های آتی از سویی و بیم خوارزمشاه از مغولان از سوی دیگر بود. علاوه بر آن مهارت جنگی که مغولان در این جنگ به نبرد «قراقوم» معروف شده‌بود تأثیر روانی عمیقی بر سلطان و امیران سپاه خوارزمشاهی گذاشت پیامد مهم‌تر این جنگ آگاهی چنگیزخان از رقیب غربی خود بود که او را متوجه قدرت عالم اسلام کرد. سلطان محمد که بعد از رهایی از همسایگانش در آرزوی تصرف پکن و زیر نفوذ درآوردن سرزمین ثروتمند چین بود اطلاع یافت که چنگیز خان چین را به تصرف درآورده است. بنابر روایت جوزجانی در طبقات ناصری، سلطان برای تحقیق صحت و سقم این خبر هیئتی به ریاست بهاءالدین رازی به پکن فرستاد ولی از آنجا که فرستادن چنین هیئتی را فقط جوزجانی روایت کرده‌است محل تردید است. نمایندگان سلطان به حدود پکن، پایتخت سلسله کین که در این زمان به دست مغولان افتاده بود، رسیدند. چنگیزخان نمایندگان سلطان را به احترام پذیرفت و به آنان گفت: «به سلطان محمد بگویید که من پادشاه آفتاب برآمدن و تو پادشاه آفتاب فرو شدن، میان ما عهد مودت و محبت و صلح مستحکم شد و از طرفین تجار و کاروان‌ها بیایند و بروند و ظرایف و بضاعت که در ولایت من باشد بر تو آرند، و آن بلاد تو همین حکم دارد.» چنگیز خان این هیئت را همراه هدایای بسیار نزد سلطان برگرداند. رشید الدین فضل‌الله و نسوی از آمدن گروهی از تجار به ریاست محمود خوارزمی، علی خواجه بخاری و یوسف انزاری از سوی خان مغول نزد سلطان محمد خبر می‌دهند. رشیدالدین پیغام خان مغول را این چنین نقل می‌کند:
| « | «بزرگی خاندان و اصالت دودمان شما پوشیده نیست و بسط عرصه مملکت و نفاذ اوامر تو در اکثر اقالیم زمین پیش خاص و عام روشن است و نزد من تو عزیز فرزندی و به هر کس از مسلمانان و چون حدودی که به ما نزدیک است از دشمنان پاک شد و تمامت مستخلص و مسلم گشت و از جانبین حق همسایگی ثابت است، متقضی عقل و مروت آن باشد که از طرفین موافقت مسلوک باشد و در وقوع حوادث معاونت و مدد یکدیگر را التزام نماییم و مسالک را از مهالک امن داریم تا تجار که آبادان جهان به نزد ایشان است و فارغ البال آمد و شد کنند.» | » |

| « | نسوی می‌نویسد: «خان بزرگ سلام می‌رساند بزرگی تو بر من پوشیده نیست و بزرگی ممالک ترا می‌دانم و صلح با تو را واجب می‌شمارم، تو به مثابه عزیزترین فرزندان من هستی و می دانی که چین و ترکستان را گرفته‌ام و ولایت من معدن سپاه و زر و سیم و هر که را چنین سرزمین باشد از ممالک دیگر بی‌نیاز است، اگر مصلحت بدانی راه را بر بازرگانان باز کنیم که سود آن به همه مردم برسد.» | » |

در این پیام، از یک طرف چنگیز خان خود را قدرتمند، صاحب چین و سرزمینش را معدن سپاه معرفی می‌کند و از طرفی دیگر سلطان را پسر خود خوانده بود که این خطاب به نوعی سلطان را زیر دست او قرار می‌داد و سلطان از این نکته رنجید به علاوه که این پیام ثابت می‌کند که چنگیز خان در این زمان قصد حمله به غرب را ندارد. به صورت پنهانی با محمود خوارزمی فرستاده چنگیز صحبت کرد تا اطلاعات دقیق‌تری از قدرت چنگیز خان به دست آورد و وقتی محمود خوارزمی رنجش سلطان را از نامه چنگیز خان دید با سیاست و تدبیر سلطان را آرام کرد و او را تشویق به صلح نمود و روابط تجاری بین ترکستان و ایران همانگونه که چنگیز خان می‌خواست؛ برقرار شد.

### حادثه اترار
پس از عقد عهدنامه، جمع کثیری از بازرگانان مغول، ۴۵۰ الی ۵۰۰ نفر، با مقدار هنگفتی کالای گرانبها از مغولستان به عزم ماوراءالنهر حرکت نمودند. این هیئت که یک هیئت سیاسی - تجاری بود تحت رهبری فردی به نام «اوکونا» قرار داشت به علاوه که تعدادی از تجار هندی نیز در این هیئت حضور داشتند. افراد کاروان را امیر اترار، اینالجیق یا اینالجیق (غایر خان)، متوقف کرد و پس از مصادره اموال، همه آنان، جز یک تن را به قتل رساند، دربارهٔ علت این اقدام غایر خان، مورخان متفاوت نوشته‌اند: بنابر روایت رشیدالدین فضل‌الله و جوینی چون کاروانیان شرط ادب را نسبت به اینالجیق معمول نداشتند، او متغیرش شد و آن‌ها را کشت. گویا که یکی از بازرگانان که قبلاً غایر خان را می‌شناخته‌است او را با نام اصلی‌اش یعنی، ینال خان صدا می‌زند. جوزجانی در این باره می‌نویسد: والی اترار با کسب اجازه از خوارزمشاه، ایلچیان را به همراه تجار به طمع ثروت آن‌ها به قتل رسانید. اما به روایت شهاب الدین نسوی و  معین الدین جوینی  مؤلف  کتاب نگارستان  ، غایرخان این گروه را به جرم جاسوسی دستگیر نمود و به سلطان نوشت «جمعی از دشت قبچاق در لباس تجار بدین سرحد آمده‌اند و غرضشان نه سوداگری است، بل جاسوسی و خبرگیری است.» تمامی مورخان به جز نسوی دربارهٔ عکس‌العمل سلطان نوشته‌اند که او بدون غور و تفحص در این خبر دستور قتل کاروانیان را صادر کرد.

به اعتقاد برخی از پژوهشگران دلیل این اقدام سلطان رشد بدبینی نسبت به قدرت‌های خارجی پس از کشف نامه‌های خلیفه در خزانه غوریان بود این بدبینی باعث شد که سلطان بی هیچ تفحص و تحقیقی کاروان تجاری مغول را از دم تیغ بگذراند. نسوی در ادامه می‌نویسد: «غایر خان از این نوع ترهات بر آن بیچارگان بست تا سلطان فرمود که ایشان را احتیاط باید کردن و از حقیقت حال پرسیدن، بر این رخصت همه را بگرفت و بعد از آن خبر و اثر ایشان ناپدید گشت.» اما در پاسخ به این سؤال که آیا این هیئت واقعاً به قصد تجارت آمده بودند؟ باید گفت:از آنجا که تجارت در نزد چنگیز خان اهمیت ویژه‌ای داشت و او درصدد ایجاد روابط تجاری با حکومت‌های همسایه بود، می‌توان انگاشت که این هیئت به قصد تجارت آمده بودند؛ اما آنچه مسلم است چنگیز خان از این اقدام هدف دیگری را نیز دنبال می‌کرد که همانا به دست آوردن اطلاعات از اوضاع داخلی حکومت خوارزمشاهیان بود که بر سر جاده تجاری ابریشم قرار داشت؛ چنگیز خان شرق این جاده را تحت نظارت خود داشت اما قسمت غرب آن که مبادلات تجاری مغولان را با خاورمیانه میسر می‌ساخت، در شمال ایران بود که یا با مذاکره یا با جنگ باید تحت سلطه خان مغول درمی‌آمد. به هر صورت چنگیز خان بعد از این اقدام سلطان به جای این که در صدد انتقام برآید نماینده دیگری به نشانه اعتراض به سمت ایران روان کرد و از او مجازات مسببین این جنایت را خواست. بدو چنین پیام داد: 
| « | خط امان به دست خود نبشتی و به ما فرستادی که هیچ‌کس از جماعت تجار را در ولایت معترض نشود آن که عذر کردی و آن عهد را شکستی و شکستن عهد بد است و از سلطان مسلمان بدتر. اگر می‌گویی ینال خان بی امر و فرمان تو چنین کاری کرده‌است، او را به من تسلیم کن تا جزای فعل او بدو دهم. تا بعد الیوم خون خلق ریخته نشود، ولایت و رعیت ساکن و آسوده باشند والا حقیقت دان که حربی… واقع خواهد بودن. | » |

 اما روایت ابن اثیر متفاوت است او می‌گوید: «در این هنگام نماینده چنگیز خان آمده بود تا سلطان را تهدید کند و به وی بگوید: شما یاران و بازرگانان مرا کشتید و دارایی مرا از ایشان گرفتید. آماده جنگ باشید خوارزمشاه بعد از شنیدن این پیام دستور داد که نماینده چنگیز خان را بکشند و ریش همراهان او را بتراشند» نسوی معتقد بود که تحویل ندادن غایر خان به خاطر پشتیبانی ترکان خاتون مادر سلطان از او بود. اما در حقیقت تسلیم کردن اتباع یک قدرت به قدرت دیگر نشانه‌ای از ضعف سلطان و موجب عقب‌نشینی او در برابر چنگیز خان و افزایش طمع او می‌شد. اما قتل این هیئت تمام راه‌های مسالمت آمیز را پایان داد زیرا در نزد مغولان کشتن سفیر که مصونیت تقدس‌آمیز داشت گناه بسیار بزرگی بود. سلطان پس از این ماجرا هنگامی که باخبر شد خان مغول درصدد حمله به ایران است و سپاه او منظم و قدرتمند و ماهر هستند به فکر چاره افتاد پس به منظور آمادگی جنگی به شور و مشورت پرداخت. او ابتدا نظر شهاب الدین خیوقی عالم دینی را جویا شد و شهاب‌الدین پیشنهاد داد که که لشکریان را از شهرهای اطراف جمع‌آوری کنند و حکم جهاد دهند تا همه مسلمانان یکپارچه در مقابل مغول بایستند و در کنار سیحون اردو بزنند و منتظر حمله مغول باشند. اما فرماندهان نظامی سلطان معتقد بودند باید دشمن را به داخل کشید سپس از بین برد که سلطان نظر فرماندهان نظامی خود را پذیرفت و با دستان خود دروازه ایران را به سوی مغولان گشود. مردم مسلمان قسمت‌های شرقی ایران برایشان تفاوتی نمی‌کرد زیر نظر مغولان بیگانه باشند یا خوارزمیان بیگانه در نتیجه انگیزه‌ای برای مقابله با تهاجم مغولان نداشتند و مقاومت‌هایی که صورت می‌گرفت کوچک و محدود به برخی شهرها بود.

## حملهٔ مغولان

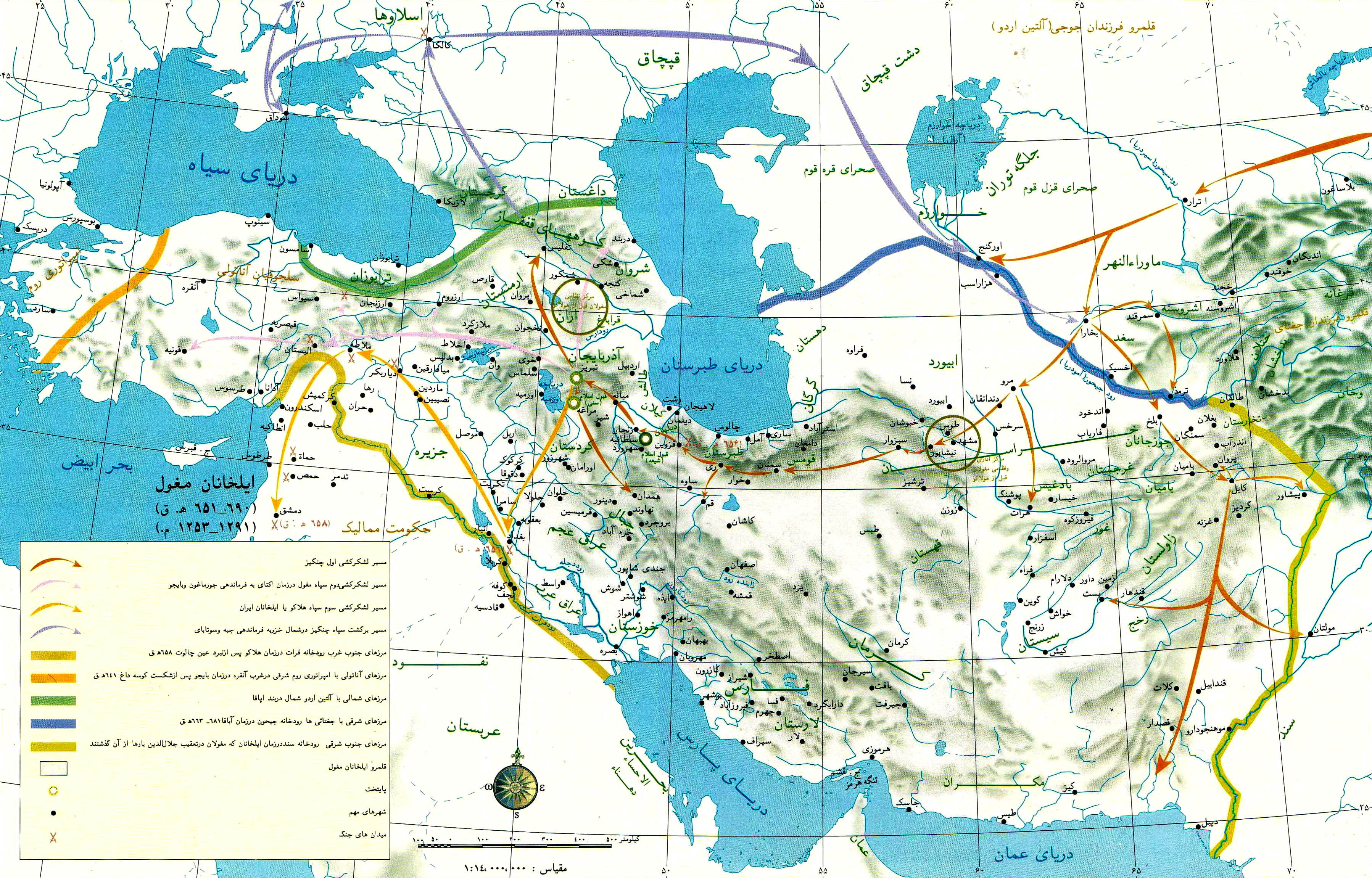
مسیر لشکرکشی سرداران مغول به ایران

چنگیز خان در سال ۶۱۵ قمری / ۱۲۱۸ میلادی از مغولستان به سمت ایران حرکت کرد و در مرز ترکستان حکام بیش بالیغ و آلمابلیغ به وی پیوستند سپس با رسیدن به ترکستان شرقی که قبلاً سردارانش فتح کرده‌بودند رهسپار شهر اُترار شد. چنگیز خان در رجب سال ۶۱۶ قمری / ۱۲۱۹ میلادی به همراه قشونی که با بارتلد تعداد آن را بین صد و پنجاه هزار تا دویست هزار می‌داند. به شهر اُترار رسید. پیش از رسیدن چنگیز خان، سلطان محمد با سپردن ماوارءالنهر به دست حکام خود از رود جیحون گذشته بود و به سمت غرب در حال فرار بود. او پنجاه هزار نفر سپاهی غیر ایرانی را به غایر خان داده‌بود که با جنگجویان خوارزمی سپاهی برای مقابله تشکیل دهند. با رسیدن لشکر مغول، غایرخان پنج ماه جنگید و مقابله کرد تا سرانجام تمام افرادش کشته شدند پس شهر به تصرف دشمن درآمد و به دستور چنگیز خان،غایر خان به زجر تمام کشته شد. این اولین قدم خان بزرگ برای دستیابی به سلطان محمد خوارزمشاه بود. چگونگی جنگ‌های چنگیز خان ثابت می‌کند که هدف او نه دستیابی به ایران و غارت و قتل‌عام مردم است بلکه هدف دستیابی به شخص محمد خوارزمشاه و انتقام از اوست. پس سپاهیانش را به چند دسته تقسیم کرد و به شهرهای متفاوت فرستاد تا راه بازگشت به خوارزمشاه بسته شود. او بخشی از سپاه را به فرماندهی اُگتای و جغتای مامور فتح اُترار کرد و  پسر دیگرش، جوجی را به سمت جند و آن سوی سیحون فرستاد و خود به همراه تولی به سمت بخارا حرکت کرد.
پس از اُترار نوبت به شهر کوچک سُنقاق رسید که مانعی بر سر راه شهر جُند بود. پس طبق رسوم مغولی، بازرگانی ایرانی به نام حسن حاجی را به شهر فرستادند تا از اهالی آن ایلی بگیرد یعنی از آن‌ها تابعیت بگیرد مردم شهر نیز پس از کنکاش در باب موضوع به این نتیجه رسیدند که مسلمانی که اطاعت کافر را کند مسلمان نیست پس مقاومت کردند و سفیر مغولان را کشتند پس مغولان نیز به انتقام سفیر اهالی را قتل‌عام کردند و حکومت سُنقاق پس از فتح به پسر حسن حاجی رسید. حاکم خوارزمی شهر جُند به هنگام رسیدن مغولان از شهر گریخت و مغولان به سرپرستی جوجی پسر چنگیز شهر را بدون خونریزی فتح کردند؛ و فقط به غارت خانه‌ها پرداختند و علی خواجه سمرقندی به حکمرانی آن منصوب شد پس از جند مغولان از سیحون گذشتند به سرعت به اولین شهر مهم ماوراءالنهر یعنی بناکت (فلاکت) رسیدند.

### فتح ماوراءالنهر
سه تن از فرماندهان چنگیز وظیفه فتح شهر بناکت را به عهده گرفتند و به سرعت موفق شدند؛ سپس آن‌ها شهر خجند را نیز فتح کردند. رهبر مدافعان شهر خجند مردی به نام تیمور ملک (فرمانده ارتش سلطان محمد) بود. او و سپاهیانش در برابر مغولان از خود مقاومت بسیار نشان دادند اما موفق نشدند ولی تیمور توانست با اندکی از سپاهیانش فرار کند و به خوارزم برود و با باقی‌مانده سپاه خوارزمشاه متحد شود و چندین عملیات نظامی در دفاع از حمله مغول انجام دهد اما سرانجام به علت عدم اتحاد داخلی فرماندهان خوارزمشاه هیچ یک از این تلاش‌ها راه به جایی نبرد. پس از فتح خجند به شهر زَرنوق رسیدند که مردم زرنوق اطاعت مغول را پذیرفتند و از قتل و غارت در امان ماندند. در سال ۶۱۷ قمری / ۱۲۲۰ میلادی سپاه چنگیز خان با خشونت شهر نور را فتح کرد و به شهر بخارا رسید. 

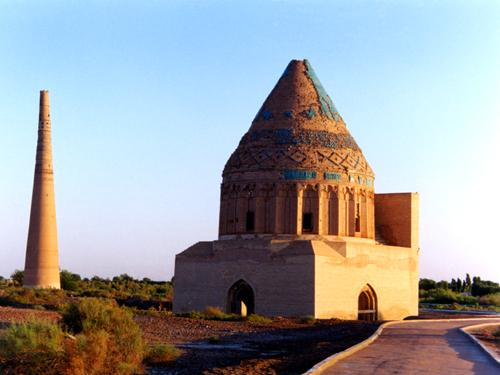
قصر سلطان محمد در کهنه گرگانج

بخارا از مراکز بزرگ ماوراءالنهر بود و از تمام لحاظ سرآمد شهرها به حساب می‌آمد به خصوص از لحاظ دینی که مرکز تجمع بزرگان طراز اول دین بود. فرمانده خوارزمی بخارا نیز راه هم مقامش در جند را ادامه می‌دهد و مردم شهر در برابر مغولان مقاومت کردند. فتح این شهر را خود چنگیز به همراه پسر کوچکش تولی انجام داد. منابع از تخریب شهر به ویژه مسجد آن و هتک حرمت از کتاب مقدس و علمای دین خبر می‌دهند. چنگیز خان پس از فتح بخارا از بزرگان  بخارا درخواست کرد که تمام آلات نقره‌ای را که سلطان محمد از کاروان مغولی اُترار گرفته بود به او باز پس دهند که این اشیاء متعلق به مغولان است. پس از بخارا نوبت به سمرقند رسید. فرماندهی کل سپاه سمرقند به عهده برادر ترکان خاتون بود که قبلاً سلطان محمد ۱۱۰ هزار سپاهی در اختیار وی گذاشته بود پس از شروع جنگ فرمانده نیروهای خوارزمی که دشمن را قدرتمند دیده بود با این بهانه که با مغولان هم‌نژاد است دست از جنگ کشید ولی مردم هم چنان به مقاوت پرداختند سرانجام پس از ده روز مقاومت شکسته شد و قاضی و شیخ‌الاسلام شهر به نزد چنگیز رفت و برای خود و ائمه و وابستگان‌ها امان گرفت او بسیاری از افراد ایل ترکان خاتون و خوارزمیان را کشت و مسجد سمرقند را که به عظمت و شکوه معروف بود نابود کرد؛ پس از این کل ماوراءالنهر به تصرف درآمد
پس از سمرقند تقریباً تمام ماوراءالنهر فتح شده بود. حالا طبق برنامه از پیش تعیین شده چنگیز خان نوبت به پایتخت رسید. سلطان و خانواده‌اش پیش از این زمان پایتخت را ترک کرده‌بودند و اداره آن به دست خویشان ترکان خاتون بود. سپاه اُگتای و جغتای به همراه سپاه جوجی وظیفه فتح پایتخت را بر عهده گرفتند و گرگانج که در آن زمان از مراکز علم و ادب بود و کتاب‌خانه و مدارس بزرگی داشت. مردمان گرگانج تسلیم سپاه مهاجم نشدند و به مدت شش ماه در برابر مغولان ایستادگی کردند سرانجام گرگانج فتح شد و مردم آن به انتقام از سلطان‌شان قتل‌عام شدند. سپاه مغول به انتقام تلفاتی که در گرگانج داد سد ساحل رود آمو دریا را ویران کرد و شهر را غرق آب نمودند.

### سرنوشت خانواده سلطان
ترکان خاتون به هنگام فرار به همراه دیگر زنان دربار، خزائن سلطان محمد را نیز با خود برد و قبل از حرکت دستور داد حکام ایرانی را که در زندان سلطان به سر می‌برند؛ از دم تیغ بگذرانند. ترکان خاتون به امید راه‌های صعب‌العبور جنگلی به قلعه ایلال در مازندران پناه برد ولی طولی نکشید که مغولان قلعه را محاصره کردند. به علت آن که در آن منطقه خشکسالی رخ داده‌بود و خبری از باران نبود مخازن آب خالی بود و ترکان خاتون چاره‌ای جز تسلیم شدن در برابر قشون مغول را نداشت. مغولان تمام پسران سلطان را کشتند و زنان و دختران او بین فرماندهان مغول تقسیم شدند و ترکان خاتون را به اسارت گرفتند و در اردوی چنگیز باقی گذاشتند تا از پس ماندهٔ غذاها ارتزاق کند و با ذلت تمام در اسارت در مغولستان به مرگ طبیعی درگذشت.

### فتح خراسان
در سال ۶۱۸ قمری / ۱۲۲۱ میلادی  تولی مامور فتح خراسان شد و شهرهای نیشابور، مرو، بیهق، ابیورد و هرات را اشغال کرد. او شهر توس و مشهد کنونی را نیز ویران کرد و تمام ساکنان روستای کلات نادری را کشت پس از آن شهرهای ترمذ و نخشب نیز به دست سپاه مغول افتاد و اهالی آن‌ها قتل‌عام شدند. درنیشابور تولی  به انتقام قتل داماد چنگیز و پایداری مردم همگی را قتل‌عام کرد. طرفداران جلال الدین که مقاومت می‌کردند بخشوده شدند و بلخ و ولایات جوزجانان فتح شدند و  به شهر طالقان رسیدند که به آن طالقان خراسان می‌گفتند که ده ماه مقاومت کرد و سرانجام تولی به کمک باقی برادرانش توانست آنجا را فتح کند. سال بعد نوبت بامیان رسید که طی محاصره شهر مُوتُوجن، پسر جغتای و نوهٔ محبوب چنگیز، به دست یکی از اهالی بامیان کشته شد که چنگیز به خاطر کشته شدن نوه‎اش، تمام موجودات زنده بامیان را کشت. مغولان شهر به شهر در ایران پیش می‌آمدند و به دنبال سلطان محمد بودند و به هر شهری که می‌رسیدند سلطان چندی پیش از آنجا گریخته بود و این موجب تضعیف روحیه فرماندهان می‌شد؛ در نتیجه هیچ شور و انگیزه‌ای برای مقابله با مغول در میان مردم وجود نداشت. سپس به شهر غزنین رسیدند و موفق نشدند  مانع فرار جلال‌الدین به هند شوند./

### دلایل حمله مغولان
1. عدم ثبات داخلی: حکومت خوارزمشاهیان وابسته به نیروی نظامی ترکان خوارزمی بود که به صورت ایلی زندگی می‌کردند در نتیجه خوارزمشاه سپاه متمرکزی نداشت و برای جمع‌آوری نیروی نظامی باید به خواسته‌های روسای قبایل تن می‌داد به علاوه در مرکزیت حکومت نیز دو دستگی وجود داشت چرا که ترکان خاتون خود را در حکومت همسر و پسرش شریک می‌دانست و همچنین حکومت خوارزمشاهیان وابستگی زیادی به قبیله ترکان خاتون داشت.[۳۸۳][۳۸۴][۳۸۵]
2. همسایگی مغولان و خوارزمشاهیان: همسایگی دو قدرت بزرگ که هر دو به دنبال سروری و جهان‌گشایی بودند طبیعتاً باعث تصادم آن‌ها می‌شد.[۳۸۶][۳۸۷][۳۸۸][۳۸۹][۳۹۰]
3. تمایل شدید مغول به تجارت: مغولان مردمان کوچ نشینی بودند که به سختی روزگار می‌گذرانیدند و وظیفه رئیس هر قبیله بود که بهترین مکان و چراگاه و فراوان‌ترین منابع آب و بهترین مناسبات تجارتی برای فروش و مبادله کالا را برای افراد تحت امر خود فراهم سازد. راه تجاری ابریشم که قسمت شرق آن با فتح چین در اختیار چنگیز خان بود و قسمت غربی آن در اختیار خوارزمشاه مهم‌ترین دلیل سعه صدر چنگیز خان با برخوردهای خصمانه خوارزمشاه بود و نکته مهم‌تر آن که با ارزش‌ترین اقلام تجاری مغولان اسلحه و ساز و برگ نظامی بود که بهترین آن در دمشق ساخته می‌شد و از طریق همین جاده به مغولستان می‌رسید.[۳۹۱][۳۹۲][۳۹۳]
4. وضع خاص سیاسی، جغرافیایی و تجاری فلات ایران: ترکان آسیای مرکزی از قدیم‌الایام چشم به فلات ایران داشته‌اند؛ و مغولان اولین گروه آنان نبوده‌اند.[۳۹۴][۳۹۵]
5. قتل‌عام کاروان تجاری اُترار: برخی این واقعه را تنها دلیل حمله چنگیز خان می‌دانند و معتقدند چنگیز خان به دنبال انتقام از خوارزمشاه به ایران حمله کرد. اما واقعه اترار تنها دلیل حمله مغول به ایران نبود بلکه بیشتر جرقه نهایی روشن شدن آتش خانمان‌سوزی بود که قلمرو خوارزمشاه را در خود فرو برد. نکته در خور توجه طبیعی بودن حمله چنگیز خان به ایران بود چرا که نافرمانی در برابر او گناهی عظیم به‌شمار می‌رفت همان‌طور در تصرف چین نیز یکی از دلایل اصلی چنگیز خان انتقام از سلسله کین برای کشتن عمویش بود در حمله به ایران هم واقعه اترار باعث خشم خان مغول شد.[۳۹۶][۳۹۷][۳۹۸][۳۹۹]
6. تحریک خان مغول توسط خلیفه عباسی الناصر لدین‌الله: برخی منابع از تحریک خان مغول توسط خلیفه برای حمله به خوارزمشاه صحبت می‌کنند. برای مثال ابن اثیر می‌نویسد: «دربارهٔ علل خروج آنان غیر از این هم گفته شده‌است که نباید در کتب ذکر گردد هر چه بوده من ذکر نکرده‌ام تو گمانت را خیر گردان و از خبر نپرس.»[۴۰۰][۴۰۱]
7. سیاست دینی سلطان محمد خوارزمشاه: سلطان محمد از همان ابتدا با دستگاه خلافت عباسی به مخالفت برخاست و این مخالفت باعث شد که وجههٔ قدرت سلطان در میان مردم تحت فرمانش دچار تغییراتی جدی شود؛ زیرا دشمنی با ریاست جهان اسلام دشمنی با تمام مسلمانان بود.[۴۰۲][۴۰۳]
8. بی‌اعتبار کردن دستگاه حکومت خوارزمشاهیان در شهرهای شرقی: مخالفت و برخورد با خاندان برهان و قتل‌عام سمرقند همه نشان از سیاست نادرست سلطان در باب مسائل دینی را دارد و در واقع سلطان محمد در برهه زمانی که می‌بایست مردم را با یکدیگر متحد کند و در برابر یورش مغول نیروی یکپارچه‌ای ایجاد کند با در پیش گرفتن سیاست‌های خام و خشن راه اتحاد و پشتیبانی دستگاه حکومت بغداد و مرزهای شرقی ایران را بست.[۴۰۴][۴۰۵]

## فرار و مرگ

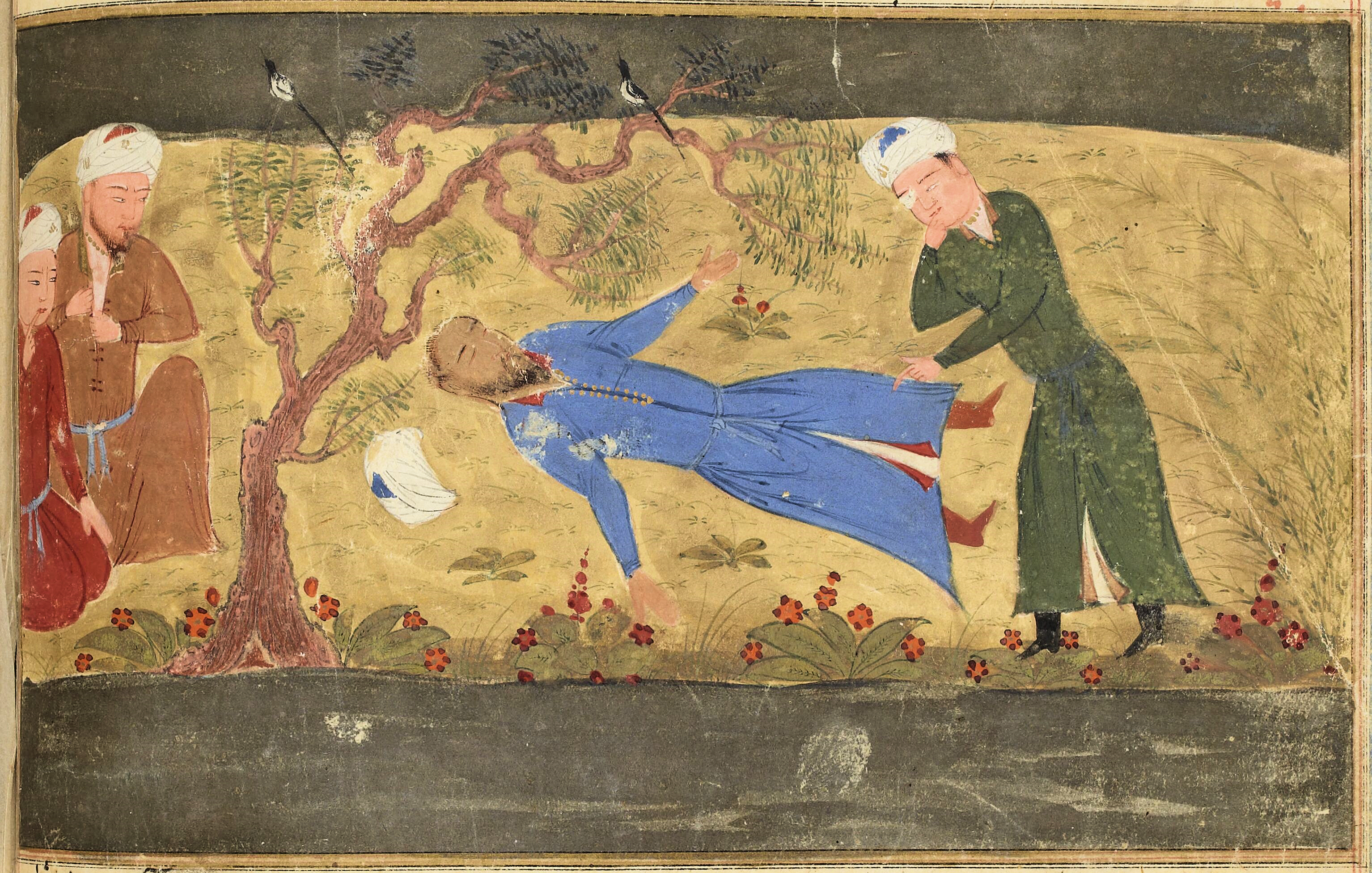
مرگ سلطان علاءالدین محمد خوارزمشاه. جامع‌التواریخ، رشیدالدین

سلطان محمد خوارزمشاه پس از آغاز تهاجم چنگیز در اواخر سال ۶۱۶ قمری / ۱۲۲۰ میلادی از ماوراءالنهر به سمت خراسان و شهر بلخ رفت تا از انتقام چنگیز در امان بماند. هنگامی که سلطان عزم رفتن به هندوستان را داشت وزیر پسرش رکن الدین غور سانچی او را دعوت به عراق می‌کند که این دعوت عقیده سلطان را تغییر می‌دهد در همین اثنا چنگیز بر بخارا و سمرقند چیره می‌شود و اوضاع بر سلطان از آنچه که بود نیز سخت‌تر می‌گردد چرا که در عرض کمتر از یک سال بیشتر از نیمی از سپاه او توسط دشمن نابود شده‌بود و تعقیب مداوم سلطان توسط چنگیز باعث شد سلطان موفق نشود نیرویی جمع کند. پس از تصرف سمرقند توسط سپاه مغول، سلطان با توطئه قتل خودش توسط خویشاوندان مادری مورد تهدید قرار گرفت و بیش از بیش ناامید شد بالاخره چنگیز خان دو تن از فرماندهان خود یعنی جبه و سوبوتای را مأمور دستگیری سلطان کرد و آنان با مقاومت مردم در خراسان رو به رو شدند و سلطان نیز به فرار به سمت عراق ادامه داد. جبه و سوبوتای به دنبال سلطان محمد شهر به شهر حرکت می‌کردند؛ در شهر ری ابتدا حنفیان را کشتند و سپس شافعیان را و شهر را اشغال کردند و به دنبال رد خوارزمشاه از هم جدا شدند سوبوتای به سمت قزوین رفت  و در هفتم شعبان  ۶۱۷ قمری / ۱۲۲۰ میلادی آنجا را فتح کرد و جبه به سمت همدان رفت و آنجا را تصرف کرد البته هر دو شهر سال بعد پس از مرگ سلطان محمد نیز دوباره فتح شدند. همچنین شهرهای مازندران نیز در راه تعقیب سلطان ویران شدند. به محض رسیدن سلطان به عراق مطلع شد که سواران مغول به دنبال او هستند پس به قلعه فرزین در راه همدان به اصفهان پناه برد. در سال ۶۱۷ قمری / ۱۲۲۰ میلادی سلطان که به هیچ عنوان حاضر به رویارویی با مغولان نبود به صورت ناگهانی به محاصره مغولان درآمد و رکن‌الدین با سی هزار نفر به سمت پدر آمد و سلطان توانست به سختی از این مهلکه جان به در ببرد و به صعب العبورترین منطقه مازندران یعنی اسپیدار پناهنده شد اما مغولان هم چنان به دنبال سلطان بودند. پس با مشورت همراهان جزیره آبسکون انتخاب شد تا سلطان به آنجا پناه برد. هنگامی که سلطان به جزیره رسید از لحاظ جسمی بسیار ضعیف شده‌بود و از ناحیه سینه و ریه احساس درد می‌کرد. سلطان چهار ماه در جزیره آبسکون زندگی کرد؛ در این مدت سه تن از پسرانش یعنی جلال الدین و آق شاه و ولیعهد اوزلاغ شاه همراه پدرشان بودند. او در همین دوران بود که جلال الدین را که پسر بزرگ‌تر و لایق‌تری برای اداره امور بود به جای اوزلاغ شاه که به اجبار مادرش او را انتخاب کرده بود، منصوب کرد و در شوال ۶۱۷ قمری / دسامبر ۱۲۲۰ میلادی درگذشت و در همان‌جا به خاک سپرده شد. مدتی بعد جلال الدین استخوان‌های پدرش را به قلعه اردهن در ری منتقل کرد که توسط مغولان نبش قبر شد و سوزانده شد.

## شخصیت
قضاوت دربارهٔ شخصیت‌های تاریخی کار مشکلی است و علاءالدین محمد خوارزمشاه از این قاعده مستثنی نیست. شیرین بیانی در کتاب مغول و حکومت ایلخانی در ایران دربارهٔ او می‌نویسد:
| « | سلطان محمد خوارزمشاه از جمله بیچارگان تاریخ بود که به علت عدم درک مسائل سیاسی و فقدان جهان بینی و به‌طور خلاصه ناآگاهی از آنچه در جهان اطراف وی می‌گذشت، به هر اقدامی که دست می‌یازید، هر چند در ابتدا مقرون به موفقیت بود، در نهایت ارمغانی جز شکست نداشت. | » |

عموماً منابع سلطان محمد را مردی مغرور می‌دانند که به فتوحات و موفقیت‌هایی که داشت افتخار می‌کرده‌است. البته سلطان را مردی عالم و فاضل نیز می‌دانند که خود علوم دین خوانده بود. منابع از ضعف و اطاعت سلطان مقتدر و جهان‌گشای در مقابل مادر نیز سخن می‌گویند و این را یکی از دلایل اصلی ضعف حکومت خوارزمشاهیان می‌دانند اما از همه این‌ها گذشته نمی‌شود نبوغ نظامی سلطان را در بسیاری از جنگ‌هایش دست کم گرفت او به تنهایی در مدت زمان سلطنت خود سلسله غوریان و قراخانیان و قراختاییان را حذف کرد و در مقابل خلافت عباسی از خود مقاومت نشان داد و علاوه بر آن که خود به فارسی شعر می‌سرود دربار او از شاعران و نویسندگان حمایت می‌کرده منابع تاریخی او را مردی با اراده و جاه‌طلب می‌دانند که علی‌رغم شوکت ظاهری از لحاظ روانی ضعیف بود. بعضی از مورخان او را مردی بی سیاست و بی‌تدبیر می‌دانند که با تصمیم‌گیری‌های نادرست خود باعث شد که چنگیز خان مغول به ایران حمله کند

## فرزندان و همسران
منابع اسامی زیر را جزو فرزندان سلطان محمد خوارزمشاه می‌دانند:
1. کماخی شاه: گویا او کوچک‌ترین فرزند سلطان محمد بوده‌است که در کشتار اهل بیت سلطان پس از فتح خوارزم، به سبب آن که کوچک بود زنده ماند و به ترکان خاتون سپرده شد؛ ولی چندی بعد او را نیز خفه کردند.[۴۲۹][۴۳۰]
2. رکن‌الدین غورسانچی یا غور سانچی: منابع علت نامگذاری او را به غور سانچی به سبب به دنیا آمدن او در سال فتح غور دانستند. او و جلال‌الدین از بقیه فرزندان سلطان مهم‌تر بودند و حکومت عراق از سوی پدر به رکن‌الدین واگذار شده‌بود. پس از حمله مغول و فتح گرگانج او پدر را به سوی خود خواند و سلطان محمد که در حال فرار از دست چنگیز خان بود به پسرش پناه برد. او و جلال‌الدین در باب روش‌های دفاعی و نظامی و مقابله با مغول با هم اختلاف داشتند. رکن الدین با سی هزار نفر خود را به پدر در قلعه فرزین رساند و در آنجا از مغول شکست خوردند و سلطان محمد به مازندران گریخت و رکن‌الدین به یاری ملک زوزن به کرمان رفت. در اصفهان با قاضی مسعود بن صاعد که طرفدار یکی دیگر از مدعیان حکومت[پ ۸] بود درگیر شد؛ و برای جنگ با جمال‌الدین آیبه عازم ری شد که به مغولان برخورد کرد و به یکی از قلاع پناه برد. وی پس از فتح قلعه به همراه خانوادش کشته شدند.[۴۳۱][۴۳۲]
3. غیاث الدین پیرشاه: او از سوی پدر حکمرانی کیش، کرمان و مکران را بر عهده داشت اما تا پیش از حمله مغول به آنجا نرفت او در جزیره آبسکون همراه با پدر بود.[۴۳۳] تا آن که توسط برادر بزرگش رکن‌الدین از آبسکون خوانده می‌شود و رکن‌الدین پس از اکرام فراوان او را به کرمان می‌فرستد و غیاث‌الدین کرمان را به تملک خود درمی‌آورد. او پس از مرگ رکن‌الدین ابتدا با دک خان[پ ۹] پیمان می‌بندد و خواهرش ایشی خاتون را به نامزدی او درمی‌آورد ولی هنگامی که ادک خان از یغان طائیسی[پ ۱۰] شکست می‌خورد، غیاث‌الدین با یغان طرح دوستی می‌ریزد و ایشی خاتون را به نکاح او درمی‌آورد پس از آن با اتابک محمد بن ایلدگز صلح کرده و با خواهرش ملکه جلالیه ازدواج می‌کند. در سال ۶۲۱ قمری/۱۲۲۴ میلادی با برادرش جلال الدین همراه می‌شود. او که از همان ابتدا از برادر دل نگران بود پس از اختلافی که با حسین خرمیل از یاران جلال الدین پیدا می‌کند و او را می‌کشد به خوزستان می‌گریزد و از خلیفه ناصر الدین علیه برادر یاری می‌خواهد. اما خلیفه خود را داخل این اختلاف نمی‌کند پس غیاث الدین به الموت و نزد اسماعیلیان می‌رود. سرانجام او توسط براق حاجب والی کرمان دستگیر می‌شود و بر اساس منابع توسط او کشته می‌شود اما برخی منابع از فرار او به اصفهان خبر می‌دهند و مرگ او به دستور جلال الدین می‌دانند.[۴۳۴]
4. آق سلطان یا آق شاه: او نیز مدتی را در کنار پدر در آبسکون گذراند پس از آن به ازلغ شاه در خوارزم پیوست و در توطئه‌ای که ازلغ شاه و خانواده مادریشان یعنی قبیله بیاووت علیه جلال‌الدین بر پا کرده‌بودند شرکت می‌کند و تا پایان عمر که توسط مغولان کشته شد همراه ازلغ شاه ماند.[۴۳۵][۴۳۶]
5. ازلغ شاه: پسر سوم سلطان پس از رکن‌الدین و جلال‌الدین بود اما از نظر ترکان خاتون به خاطر قبیله مادری‌اش که از بیاووت یعنی همان قبیله ترکان خاتون بود شایستگی ولایتعهدی را داشت. ظاهراً او و آق سلطان از یک مادر بودند. او توسط پدرش سرزمین خراسان را به حکمرانی داشت. سلطان محمد در سه ماه آخر عمر خود در جزیره آبسکون ازلغ شاه را به خاطر شایستگی بیشتر جلال‌الدین از ولایتعهدی برکنار کرد و از او خواست که همراه بردارش جلال‌الدین بماند اما او پس از بازگشت به خوارزم با سپاهیان خوارزم که از قبیله مادر بودند توطئه‌ای علیه برادر به راه انداخت و سرانجام توسط مغولان کشته شد.[۴۳۷]
6. جلال‌الدین خوارزمشاه: او بزرگترین فرزند سلطان بود و گویا مورد عنایت پدر، اما به رغم دشمنی که ترکان خاتون با مادر جلال‌الدین آی چیکاک داشت او به جانشینی پدر نرسید تا بعد از حمله مغول که پس از آن نیز برادرانش او را به جانشینی نپذیرفتند و این یکی از دلایل ضعف خوارزمشاهیان در مقابل مغولان بود او در فرار و عقب‌نشینی‌های پدرش همراه او بود. وی پس از مرگ پدر تلاش‌هایی در جهت مقابله با مغولان نمود و حتی در جنگ پروان آن‌ها را شکست داد اما در سال ۶۲۷ قمری / ۱۲۲۹ میلادی در جنگ با مغولان ناپدید شد و از سرنوشت او اطلاعی در دست نیست برخی از مورخان معتقدند که جلال‌الدین در همان جنگ کشته شده‌است و برخی نیز اعتقاد دارند او به کردها پناه برد و به زندگی عادی خود ادامه داده‌است.[۴۳۸][۴۳۹][۴۴۰]

دربارهٔ دختران سلطان و همسران او اطلاع زیادی از منابع به دست نیامده از همسران او معروف‌ترین آن‌ها مادر جلال‌الدین، آی‌چیچک خاتون است که به سبب دشمنی که با ترکان خاتون داشت مشهور شده‌است و قاعدتاً باید همسر اول سلطان باشد سپس مادر ازلغ شاه و آق سلطان که از خویشاوندان ترکان خاتون بوده‌اند و نام او در منابع نیامده است. از دختران سلطان محمد خوارزمشاه نام خان سلطان بیشتر در منابع تکرار شده‌است که ابتدا به ازدواج عثمان خان حاکم سمرقند درآمد. پس از اختلافاتی که پدرش با شوهرش پیدا کرد او جانب پدر را گرفت و شوهر را به تیغ سپاهیان خوارزمشاهی واگذار کرد. او پس از حمله مغولان به همسری یکی از فرزندان چنگیز درآمد و سعی کرد در این موقعیت به سلطنت برادرش کمک کند پس مخفیانه جلال‌الدین را از احوال مغولان آگاه می‌کرد. وی پس از مرگ شوهرش نیز ارج و قرب خود را در بین مغولان حفظ کرد. دیگری نام ایشی خاتون است که توسط برادرش غیاث‌الدین به ازدواج یغان طاِیسی درآمد که شرح آن را گفتیم.
خوارزمشاهیان (۱۲۳۱ → ۱۰۷۱)